# Armorial des barons militaires de l'Empire (F-Z)
Pour un article plus général, voir Armorial des barons de l'Empire.
Cet article présente et décrit les armoiries des barons militaires sous le Premier Empire de F à Z.
- Armorial des barons militaires de l'Empire (A-B)
- Armorial des barons militaires de l'Empire (C-E)

## F
| Figure | Nom du baron et blasonnement |
| ------ | --- |
|        | Jean Louis François Fauconnet (24 décembre 1750 - Revigny (Meuse) † 22 octobre 1819 - Lille), général de division (7 janvier 1807), 1er baron Fauconnet et de l'Empire (2 juillet 1808), Légionnaire (19 frimaire an XII, puis Commandeur de la Légion d'honneur (25 prairial an XII), Chevalier de Saint-Louis, De gueules, à un faucon d'or, perché sur une branche du même, accompagné en chef de deux étoiles aussi d'or ; au canton des Barons militaires de l'Empire brochant., |
|        | Simon de Faultrier (22 août 1763 - Metz † 24 novembre 1832), chef de brigade (13 mars 1800) général de brigade (22 novembre 1806), baron de Faultrier et de l'Empire, Légionnaire (19 frimaire an XII, puis Officier de la Légion d'honneur (25 prairial an XII), Chevalier de Saint-Louis, D'argent, au lion rampant de gueules, à la fasce de sable brochant sur le lion, chargée à senestre d'une étoile du champ ; à la bordure componnée de vingt-quatre pièces de gueules et d'or ; au franc-quartier des Barons militaires de l'Empire brochant. Supports: deux lions. (Le titre fut confirmé le 4 mai 1816 avec maintien de la bordure d'or et de gueules, sans le franc-quartier)., |
|        | Florentin Ficatier (9 février 1765 - Bar-le-Duc † 28 novembre 1817 - Saint-Nicolas-de-Port), chef de bataillon (5 août 1799), chef de brigade (3 août 1800), Légionnaire (11 décembre 1803), puis Officier de la Légion d'honneur (14 juin 1804), baron de l'Empire (19 mars 1808), général de brigade (22 octobre 1808), commandeur de la Légion d'honneur (16 mai 1809), Chevalier de Saint-Louis (1er novembre 1814). D'or ; au trois chevrons d'azur ; quartier des barons militaires brochant sur le tout. |
|        | Charles de Flahaut (21 avril 1785 - Paris ✝ 2 septembre 1870 - Paris), général de division (24 octobre 1813), Baron de Flahaut de La Billardrie et de l'Empire (décret du 15 août 1809, lettres patentes du 2 novembre 1810, Fontainebleau), Comte de Flahaut de La Billardrie et de l'Empire (24 octobre 1813) (décret du 24 octobre 1813, lettres patentes du 11 décembre 1813, Palais des Tuileries) D'argent à trois merlettes de sable, surmontées d'un comble d'azur chargé d'une croix d'or : franc-quartier des Barons tirés de l'armée brochant sur le tout. |
|        | Louis François Joseph Flayelle (29 novembre 1762 - Vendegies-au-Bois, près du Quesnoy † 22 mars 1830), chef de bataillon (4 fructidor an II), chef de brigade (19 brumaire an III), baron de Bourdonchamp et de l'Empire (lettres patentes du 24 juin 1808, donataire en Wesphalie (4000 fr)), Légionnaire (19 frimaire an XII, puis Officier (25 prairial an XII), puis Commandeur de la Légion d'honneur (31 juillet 1809), Chevalier de Saint-Louis (1er novembre 1814), chevalier de l'ordre de Sainte-Anne de Russie (2e classe), en novembre 1818, D'or, à un casque de sable, la visière baissée ; au canton des Barons militaires de l'Empire brochant.,                             |
|        | Flosse, chef de brigade du 4e Régiment de Hussards (1794), Lieutenant en second, Adjudant-Major du 1er Bataillon (Dépôt de Metz), (Colonel), Coupé: au 1, parti d'or, à un pélican et sa piété de sable, surmonté d'une rose au naturel et du quartier des Barons militaires de l'Empire ; au 2, d'azur, à un canot de sable, voguant à dextre sur une mer orageuse de sinople et surmonté d'une étoile d'argent hérissée d'or. |
|        | François Louis Forestier (3 mars 1776 - Aix, Savoie) † 5 février 1814 - des suites de ses blessures reçues à la bataille de Brienne le 29 janvier 1814), chef d'escadron (19 août 1803), général de brigade (19 novembre 1813), baron de l'Empire (15 août 1809, lettres patentes du 29 août 1810), Légionnaire (25 prairial an XII, puis Officier de la Légion d'honneur (22 août 1809), Coupé : au I, parti d'or à trois tourteaux d'azur et du quartier des barons tirés de l'armée ; au II, d'azur, au lion bandé de gueules et d'argent de huit pièces., |
|        | Joseph Augustin Fournier (18 août 1759 - Valréas † 7 janvier 1828), général de brigade (16 nivôse an VIII), général de division (31 octobre 1806), baron de l'Empire (2 juillet 1808), marquis d'Aultane, Légionnaire (19 frimaire an XII, puis Commandeur (25 prairial an XII), puis grand officier de la Légion d'honneur (4 avril 1814), Chevalier de Saint-Louis (13 août 1814), Coupé : au I, parti d'azur au lion naissant d'or soutenant une étoile du même et du quartier des Barons militaires de l'Empire ; au II, d'argent à deux bandes de gueules chargées de trois étoiles d'or posées en bande.,                                                                              |
|        | François Louis Fournier-Sarlovèse (6 septembre 1773 - Sarlat † 18 janvier 1827 - Paris), général de brigade (25 juin 1807), général de division (11 novembre 1812, destitué le 26 octobre 1813 à la suite d'une altercation verbale avec Napoléon Ier), baron Fournier-Sarlovèze et de l'Empire (1808), comte Fournier-Sarlovèse (1819), Écartelé : au 1, d'argent, à une salamandre au naturel dans des flammes du mesme ; au 2, du quartier des Barons militaires de l'Empire ; au 3, d'argent, à un dolman ou pelisse de hussard au naturel ; au 4, d'azur, à un étendard d'or déployé. Devise: HINC VITA, LUX ET HONOR.                                                                  |
|        | Maximilien Sébastien Foy (3 février 1775 - Ham (Somme) ✝ 28 novembre 1825 - Paris), général de brigade (3 novembre 1808), général de division (29 novembre 1810), baron Foy et de l'Empire (9 septembre 1810), 1er comte Foy et de l'Empire (15 mai 1815), Grand officier de la Légion d'honneur (29 juillet 1814), Chevalier de l’ordre royal et militaire de Saint-Louis (8 mai 1814), D'azur semé d'étoiles d'argent, à une barre brochante chargée de trois tourteaux de sable ; au canton des Barons militaires de l'Empire brochant sur le tout. |

## G
| Figure | Nom du baron et blasonnement |
| ------ | --- |
|        | Étienne Maurice Gérard (° 4 avril 1773 - Damvillers † 17 avril 1852), général de brigade (13 novembre 1806), général de division (23 septembre 1812), Maréchal de France (17 août 1830), baron Gérard et de l'Empire (décret du 19 mars 1808, lettres patentes du 3 mai 1809 (Ebersberg)), puis comte Gérard et de l'Empire (décret impérial du 21 janvier 1813), grand-croix de la Légion d'honneur (29 juillet 1814), grand-croix de l'ordre de la Réunion (3 avril 1813), chevalier de l'ordre royal et militaire de Saint-Louis (1er juin 1814), chevalier de l'ordre militaire de Maximilien-Joseph de Bavière (autorisé le 6 avril 1806), chevalier de l'ordre de Dannebrog de Danemark (autorisé le 25 novembre 1808), grand-croix de l'ordre de l'Épée de Suède (30 avril 1814), grand-croix de l’ordre royal de Léopold de Belgique (19 novembre 1832), commandeur de l'ordre des Séraphins de Suède (autorisé le 9 décembre 1836), pair de France (2 juin 1815 (Cent-Jours), 11 février 1833), Écartelé ; au premier d'azur à la tête de cheval d'or bridée de gueules ; au deuxième des barons tirés de l'armée ; au troisième de pourpre au chevron d'or sur lequel broche un sabre d'argent, surmonté de trois étoiles une et deux aussi d'argent ; au quatrième d'azur au lion rampant d'or.                                                                                |
|        | Jean-Baptiste Girard (° 21 février 1775 - Aups † 27 juin 1815 - Paris, des suites de ses blessures reçues le 16 juin 1815 à la bataille de Ligny), général de brigade (13 novembre 1806), général de division (à titre provisoire le 20 septembre 1809, confirmé le 17 décembre de la même année), baron Girard et de l'Empire (26 octobre 1808), duc de Ligny et de l'Empire (décret impérial du 21 juin 1815), grand officier de la Légion d'honneur (20 mai 1811), grand officier de la Légion d'honneur (20 mai 1811), grand-croix de l'ordre de la Réunion (3 avril 1813), chevalier de l'ordre de la Couronne de fer, chevalier de Saint-Louis (19 juillet 1814), pair de France (2 juin 1815 : Cent-Jours), - Armes de baron de l'Empire : D'or au rocher de sable mouvant du flanc dextre et au lion contre-rampant de gueules ; au franc-quartier des barons militaires. - Armes de duc de l'Empire : D'or, au lion de gueules, gravissant une montagne de sable, au chef de gueules, semé d'étoiles d'argent., |
|        | Jean Pierre Girard-dit-Vieux (° 9 août 1750 - Genève † 2 mars 1811 - Arras), grand-officier de la Légion d'honneur (16 juillet 1809), Écartelé: de sable au casque d'or, accompagné de trois étoiles du même deux et une, et de gueules au signe des barons tirés de l'armée ; le deuxième, d'or à deux fasces superposées d'azur, accompagnées de trois molettes, une en chef, deux en pointe du même. Livrées : noir, jaune, rouge, bleu. Différences entre dessin et blasonnement : Blasonné écartelé et décrit irrégulièrement, le dessin montre en fait un coupé mi parti en chef . |
|        | François Girault (° 10 mars 1771 - Chalon-sur-Saône (Saône-et-Loire) † 29 mars 1809 - Ocaña (Espagne) des suites de ses blessures reçues le 25 mars 1809), colonel du 12e régiment de dragons, baron de Martigny et de l'Empire (décret du 19 mars 1808, lettres patentes du 20 juillet 1808, Bayonne), Officier de la Légion d'honneur D'or : à l'écusson d'azur, chargé d'un casque d'argent, quartier des barons militaires brochant sur le tout. Livrées : jaune, bleu, blanc et rouge. |
|        | Jacques Nicolas Gobert (° 22 mai 1760 - Basse-Terre, Guadeloupe † 17 juillet 1808 - Guaraman, Espagne), adjudant-général chef de bataillon (8 mars 1793), général de brigade (15 mai 1793), général de division (9 fructidor an XI), baron de l'Empire (1808), Légionnaire (19 frimaire an XII, puis Commandeur de la Légion d'honneur (25 prairial an XII), Écartelé: au 1, d'argent, à la fasce d'azur, ch. de trois étoiles d'or et acc. de trois têtes de More, tortillées d'argent ; au 2 du quartier des Barons militaires de l'Empire ; au 3, d'argent, au lion de gueules ; au 4, d'or, à trois fasces de gueules,. |
|        | Martin Charles Gobrecht (° 11 novembre 1772 - Cassel (Nord) † 7 juin 1845 - Saint-Omer (Pas-de-Calais)), général de brigade (décret du 13 juillet 1813), baron de l'Empire (19 août 1812), Légionnaire (25 prairial an XII), puis Commandeur de la Légion d'honneur (5 janvier 1834), Chevalier de Saint-Louis (6 août 1814), Parti ; le premier d'azur à deux lances polonaises, en sautoir, d'argent ; le deuxième coupé au premier des barons tirés de l'armée, au second de pourpre à la tête de cheval coupée d'argent ; à la vergette d'or brochant sur le tout ; pour livrées les couleurs de l'écu. |
|        | Roch Godart (° 29 mars 1761 - Arras † 8 mai 1834 - Rennes), Colonel du 79e régiment d'infanterie de ligne (23 novembre 1803), Général de brigade (11 septembre 1809), Baron de l'Empire (lettres patentes du 31 décembre 1809), Légionnaire (décret du Premier Consul du 25 prairial an XII), puis Commandeur de la Légion d'honneur (ordonnance royale du 23 août 1814), Chevalier de Saint-Louis (19 juillet 1814), Coupé : au I, parti d’argent au palmier de sinople et du quartier des Barons militaires de l'Empire ; au II, d’azur au vaisseau d’or soutenu d’une mer d’argent, chargée d’un banc de sable, mouvant du flanc destre. |
|        | Gaspard Gourgaud (° 14 novembre 1783 à Versailles, † 25 juillet 1852 à Paris), premier officier d'ordonnance de Napoléon Ier (1813-1815), maréchal de camp (1835), pair de France (25 décembre 1841), baron Gourgaud et de l'Empire (décret du 3 octobre 1812, lettres patentes du 3 février 1813, Paris), légionnaire (3 mars 1807), puis, officier (30 août 1813), puis commandant (23 mars 1814), puis, grand officier (20 avril 1831), puis, grand-croix de la Légion d'honneur (22 avril 1847), chevalier de Saint-Louis (14 novembre 1814) ; grand-croix de l'ordre royal et militaire de Saint-Georges de la Réunion (it) (royaume des Deux-Siciles, 1836) ; grand cordon de l’ordre de Léopold de Belgique (27 mai 1837) ; Décoré de l’ordre du Nichan Iftikhar de Tunis (23 avril 1846) Coupé, le premier parti à dextre d'azur à la fortune sur sa « roüe » d'or, adextrée en chef d'une étoile du même, à sénestre des barons tirés de l'armée ; au deuxième d'argent au Saint-Michel à cheval terrassant un dragon, le tout de gueules soutenu de deux torches de sable, en sautoir, allumées de gueules., |
|        | Charles Louis Dieudonné Grandjean (° 29 décembre 1768 - Nancy † 5 septembre 1828 - Nancy), général de brigade (promu sur le champ de bataille de Postringo (26 mai 1799), confirmé le 4 juin 1799), général de division (8 février 1805), 1er baron d'Alteville et de l'Empire (lettres patentes du 31 janvier 1810), Commandeur de la Légion d'honneur (décret du Premier Consul du 25 prairial an XII), Chevalier de Saint-Louis (ordonnance du 13 août 1814), Écartelé : au 1, d'azur, à trois têtes de lion arrachées d'or (armes anciennes); au 2, du quartier des barons militaires ; au 3, d'argent, au chevron de gueules, chargé de trois étoiles du champ et acc. en pointe d'un coq de sable; au 4, de gueules, à un mouton heurtant d'argent (Mouton de Lobau)., |
|        | François Joseph Fidèle Gressot (° 7 septembre 1770 - Delémont, Confédération des XIII cantons † 14 novembre 1848 - Saint-Germain-en-Laye), chef de brigade (1812), inspecteur général de l'infanterie (1816), major général de la garde royale (1823), baron de l'Empire (1808), chevalier de la Légion d'honneur (1804), Coupé : au 1 parti, d'or à un annelet de sable et du quartier des barons militaires de l'Empire ; au 2, de gueules, au chevron d'or, acc. de trois losanges d'argent., |
|        | Louis Sébastien Grundler (° 30 juillet 1774 - Paris † 27 septembre 1833 - château du Plessis, Fresnoy-le-Château), baron de l'Empire (1813), chef de bataillon à l'état-major de la Grande armée (1805), adjudant-commandant (1807), général de brigade (10 septembre 1812), gouverneur militaire de Paris (1814-1815), lieutenant général (23 juillet 1823), 1er baron Grundler et de l'Empire (11 mai 1813, lettres patentes du 9 octobre 1813), 1er comte Grundler (17 décembre 1818), légionnaire (17 janvier 1805), puis officier (1808), puis commandant (7 novembre 1813), puis grand officier de la Légion d'honneur (seconde Restauration), commandeur de l'ordre du Faucon blanc (1806), chevalier (1814), puis commandeur de Saint-Louis (seconde Restauration), chevalier de l'ordre militaire de Maximilien-Joseph de Bavière, commandeur de l'ordre de Saint-Joseph de Toscane, - Armes de Baron de l'Empire : Barré de dix pièces d'argent et d'azur à un pal d'or brochant chargé d'une lance de sable en pal, pointée d'argent et au bout de laquelle vol une oriflamme aussi de sable, la lance tenue par un dextrochère et un dextrochère de sable mouvant des flancs ; au canton des barons militaires brochant. - Armes de Comte : D'argent à 5 cotices d'azur, posées en barres, sur le tout d'or chargé d'un vaisseau antique de sable. Note : Blason pas clair... |
|        | Charles Louis Joseph Olivier Guéhéneuc (° 7 juin 1783 † 26 août 1849), général de brigade (26 décembre 1812), lieutenant général (22 novembre 1836), Baron de Guéhéneuc et de l'Empire (15 août 1809), Comte Guéhéneuc (28 septembre 1840, à la mort de son père), Légionnaire (1807), puis, Officier (1812), puis, Commandeur de la Légion d'honneur (1835), Chevalier de Saint-Louis (1815), Chevalier de l'ordre de Saint-Henri de Saxe, Grand-commandeur de l'Ordre du Sauveur. Coupé, au 1, parti de sinople, à une épée d'or, la garde liée d'un ruban de gueules, flottant à dextre et à senestre et du quartier des barons militaires de l'Empire ; au 2, d'azur, semé d'étoiles d'argent, et un bouclier ovale d'or, brochant sur le tout, ledit bouclier ch. d'une croix florencée ayant entre ses bras quatre étoiles, le tout aussi d'or., |
|        | Armand Charles Guilleminot (° 12 mars 1774 - Dunkerque † 14 mars 1840 - Baden), général de brigade (19 juillet 1808), général de division (28 mai 1813), baron Guillemot et de l'Empire (26 octobre 1808), 1er comte Guilleminot et de l'Empire (18 novembre 1813), Grand-croix de la Légion d'honneur (3 septembre 1823), Chevalier de l'ordre royal et militaire de Saint-Louis (27 juin 1814), puis, Commandeur (1er mai 1821), puis, Grand-croix de l'ordre royal et militaire de Saint-Louis (30 octobre 1829), Chevalier de l'ordre militaire de Maximilien-Joseph de Bavière, Commandeur de l'ordre de la Couronne de fer, Pair de France (comte-pair le 9 octobre 1823, lettres patentes du 4 août 1829), ambassadeur de France à Constantinople (1823-1832), Parti, au I, d'azur, à l'étoile rayonnante d'or ; au II, coupé du quartier des barons militaires de l'Empire et de pourpre au chevron d'or, accompagné de trois roses d'argent. |

## H
| Figure | Nom du baron et blasonnement |
| ------ | --- |
|        | Pierre Joseph Habert (22 décembre 1777 - Avallon † 19 mai 1825 - Montréal (Yonne)), général de brigade (18 février 1808), général de division (25 juin 1811), Baron de l’Empire (décret décret impérial et par lettres patentes du 18 juillet 1811), Légionnaire (20 frimaire an XII : 22 décembre 1803), puis Officier (25 prairial an XII : 14 juin 1804), puis Commandant (décret impérial du 11 juillet 1807), puis Grand officier de la Légion d'honneur (ordonnance du 29 juillet 1814), Commandeur de l'ordre de la Réunion (décret impérial du 25 novembre 1813), Chevalier de Saint-Louis (ordonnance du 13 août 1814), Coupé au I, d’azur à trois pyramides soutenues d’argent, ouvertes et maçonnées de sable, surmontées de deux étoiles à six rais d’or ; au II, de gueules chargé à dextre d’une tour donjonnée de trois tourelles d’argent, battue en brèche à senestre et senestrée d’un lion d’or, contre-rampant, armé d’une épée haute d’argent, la tour chargée d’un écu : de gueules à cinq pals d’argent à la plante de chanvre brochante du même ; au franc-quartier des barons militaires brochant., |
|        | Jacques Félix Emmanuel Hamelin (13 octobre 1768 - Honfleur † 23 avril 1839 - Paris), capitaine de vaisseau (1803), contre-amiral (1811), Baron de l'Empire (lettres Patentes du 13 août 1811), Commandant (1811), puis Grand officier de la Légion d'honneur (1823), Chevalier de Saint-Louis, Écartelé : aux 1 et 4, d'argent, à un cygne de sable ; au 2 du quartier des barons militaires de l'Empire ; au 3, d'azur, à une ancre d'or., |
|        | Jean Isidore Harispe (7 décembre 1768 - Saint-Étienne-de-Baïgorry † 26 mai 1855 - Lacarre), général de brigade (29 janvier 1807), général de division (12 octobre 1810), Maréchal de France (11 décembre 1851), Baron de l'Empire (26 octobre 1808) puis Comte de l'Empire (3 janvier 1813), Légionnaire (12 décembre 3), puis, Officier (15 juin 1804), puis, Commandant (20 janvier 1808), puis, Grand officier (30 juin 1811), puis, Grand-croix de la Légion d'honneur (9 mai 1833), Médaille militaire (16 juin 1852), Grand-croix de l'ordre de la Réunion (3 avril 1813), Chevalier de l'ordre royal et militaire de Saint-Louis (27 juin 1814), Chevalier de l'ordre de la Couronne de Fer (15 mars 1811), pair de France (15 décembre 1835 (monarchie de Juillet)), sénateur inamovible (14 janvier 1852 - 26 mai 1855), D'azur, au cheval d'or, terrassé de sable, accompagné en chef de trois étoiles d'argent ; au canton des Barons militaires de l'Empire brochant. |
|        | Louis Harlet (15 août 1772 - Broyes † 1er mars 1853 - Sézanne), Chef de bataillon aux grenadiers à pied de la Garde impériale (30 août 1805), Chef de bataillon au régiment des fusiliers-grenadiers de la Garde impériale (16 février 1807), Major du 2e régiment de grenadiers à pied de la vieille Garde impériale (24 juin 1811), Général de brigade dans la ligne (13 avril 1813), baron de l'Empire (décret impérial du 15 mars 1810 et par lettres patentes du 4 juin 1810), Légionnaire (décret du Premier Consul du 6 août 1804), puis Officier (décret impérial du 4 septembre 1808), puis Commandant (décret impérial du 28 décembre 1813), puis Grand officier de la Légion d'honneur (décret du 9 janvier 1833), Chevalier de l'ordre royal et militaire de Saint-Louis (ordonnance du 20 août 1814), Commandeur de l'ordre de Léopold de Belgique (1832), Écartelé : au I, d’azur au lion assis d’or, la patte dextre appuyée sur une ruche d’argent ; au II, du quartier des barons militaires ; au III, de gueules à trois lances en pal d’argent, sommées chacune d’un casque de profil d’or, soutenues d’une champagne de sinople chargée d’une lance contournée en fasce d’argent, senestré d’un casque versé d’or ; au IV, d’azur au volcan d’or, enflammé de gueules, fumant de sable et lançant des pierre d’argent., |
|        | François Nicolas Benoît Haxo 24 juin 1774 - Lunéville † 25 juin 1838 - Paris, colonel (1809), général de brigade (23 juin 1810), général de division (5 décembre 1812), 1er baron Haxo et de l'Empire (1811), Légionnaire (25 prairial an XII), puis Officier (18 juillet 1809), puis Commandeur de l'ordre royal de la Légion d'honneur (29 juillet 1814), puis Grand officier (25 avril 1821), puis Grand-croix de la Légion d'honneur (9 janvier 1833), Chevalier (25 juin 1814), puis Commandeur de l'ordre royal et militaire de Saint-Louis (29 octobre 1828), Chevalier de l'ordre de la Couronne de fer (2 octobre 1812), Chevalier de l'ordre ottoman du Croissant (8 novembre 1807), Grand-croix de l'ordre de Léopold de Belgique, Pair de France (11 octobre 1832), D'azur à la tour crénelée de cinq pièces d'or, la porte et une brèche de sable, accostée d'un serpent de sinople, lampassé de gueules, surmontée d'un lys d'argent, adextrée d'une grenade d'or, et sénestrée d'un compas ouvert du même ; au chef parti de deux traits; au 1 de gueules à l'anneau ovale d'or, fixé aux flancs par deux portions de fasces d'argent ; au 2 d'azur au croissant surmonté d'une étoile à six rais d'argent ; au 3 de gueules à l'épée haute en pal d'argent.                                                                 |

## I
| Figure | Nom du baron et blasonnement |
| ------ | --- |
|        | Pierre Ismert (30 mai 1768 - Teting-sur-Nied † 29 septembre 1826 - Arengosse), colonel (8 mai 1807), général de brigade (8 février 1813), baron de l’Empire (lettres patentes du 24 octobre 1808), Légionnaire (25 prairial an XII), puis Officier de la Légion d'honneur (4 octobre 1808), Chevalier de l'ordre de la Couronne de fer, chevalier de Saint-Louis (5 octobre 1814), D'azur, à un trophée composé d'une cotte d'armes à la romaine d'argent, sommée d'un casque d'or, taré de front, panaché de trois plumes d'autruche du même, le tout brochant sur deux drapeaux d'or, les hampes du même, passées en sautoir, le bout des hampes brochant sur deux branches de chêne d'or, les pieds passés en sautoir, le tout accompagné en chef d'un soleil d'or ; au canton des Barons militaires de l'Empire brochant. |

## J
| Figure | Nom du baron et blasonnement |
| ------ | --- |
|        | Nicolas Jacquemard (10 février 1771 - Arc-sur-Tille (Côte-d'Or) † 17 avril 1835 - Dijon), colonel du 43e régiment d'infanterie de ligne (16 janvier 1813), colonel-major du 5e régiment de voltigeurs de la Jeune Garde (8 avril 1813), général de brigade (15 mars 1814), baron de l'Empire (6 août 1813), Légionnaire (19 frimaire an XII, puis Officier (19 avril 1807), puis Commandant de la Légion d'honneur (14 septembre 1813), Chevalier de l'ordre royal et militaire de Saint-Louis (19 juillet 1814), Écartelé : au I, d’azur à une Forture d'or portant sa roue du second ; au II, du quartier des barons tirés de l'armée ; au III, de gueules à une main d'argent tenant un sabre du même ; au IV d'azur à trois ponts à trois arches d'argent mouvant des flancs. |
|        | Charles Claude Jacquinot (3 août 1772 - Melun † 25 avril 1848 Metz), colonel du 11e chasseurs (1806), général de brigade (1809), général de division (26 octobre 1813), 1er baron Jacquinot et de l'Empire (26 octobre 1808), Officier (14 mai 1807), puis Grand officier de l'ordre royal de la Légion d'honneur (1814), puis Grand-croix de la Légion d'honneur (14 avril 1844), Chevalier (1814), puis Commandeur de l'ordre royal et militaire de Saint-Louis, Pair de France (3 octobre 1837), Écartelé : aux 1 et 4, d'or, à la croix alésée de gueules ; au 2 du quartier des barons militaires ; au 3, d'azur, à une rose d'argent., |
|        | Jean-Baptiste Jamin (20 mai 1772 - Villécloye † 30 janvier 1848 - Paris), général de brigade (décret impérial, daté d'Erfurth, du 27 avril 1813), lieutenant-général (3 septembre 1823), baron de l'Empire (26 avril 1811, avec une dotation), vicomte (17 août 1822), Pair de France (27 juin 1846), Légionnaire (4 germinal an XII), puis officier (1807), puis Commandant (23 juin 1810), puis grand officier de la Légion d'honneur (9 janvier 1833), chevalier de Saint-Louis (19 juillet 1814), chevalier de 4e classe de l'ordre de Saint-Ferdinand d'Espagne (23 novembre 1823), Écartelé : au I, d'argent, à trois sapins de sinople, terrassés du même ; au II, du quartier des barons militaires de l'Empire ; au III, de gueules, à une montagne sommée d'une tour à deux étages portant un drapeau, le tout d'argent ; au 4, d'or, à un cheval galopant de sable, accompagné au canton dextre du chef d'une étoile de gueules., |
|        | Claude Marie Joseph Jeannot de Moncey (30 mars 1764 - Besançon † 8 novembre 1828 - Boulancourt (Seine-et-Marne)), Chef d'escadron de gendarmerie, Député du Doubs au Corps législatif (1810-1815), Baron de Moncey et de l'Empire (25 février 1813), Officier de la Légion d'honneur, Chevalier de Saint-Louis, Coupé : au I parti, a, de sable à deux écots, passés en sautoir, accompagnés en chef de trois étoiles, le tout d'or, et en pointe d'un croissant d'argent, b, du franc-quartier des Barons militaires de l'Empire ; au II d'azur, à une main d'or, ailée d'argent, tenant une épée du même en pal. |
|        | Jean-Baptiste Jeanin (21 janvier 1771 - Lanéria † 2 mai 1830 - Saulieu (Côte-d'Or)), chef de bataillon (10 pluviôse an XII), colonel du 12e régiment d'infanterie légère (3 fructidor an XIII), général de brigade (19 novembre 1808), lieutenant-général (20 janvier 1815), 1er baron Jeanin et de l'Empire (15 août 1811), Officier (25 prairial an XII), puis Commandant (16 novembre 1808), chevalier de Saint-Louis (ordonnance du 13 août 1814), D'hermine, au lion couché d'or, soutenu d'une champagne d'azur, chargé de deux épées d'argent, passées en sautoir ; au cantons des barons militaires brochant., |
|        | Antoine Alexandre Julienne de Bélair (3 juin 1775 - Paris ✝ 2 juin - Saint-Mandé), Colonel du 8e régiment d'infanterie légère (20 juin 1809), Colonel du 24e régiment d'infanterie légère (8 décembre 1810), Général de brigade (26 février 1813), Chevalier de l'Empire, Baron de l'Empire (lettres patentes du 11 novembre 1813), Grand officier de la Légion d'honneur (9 novembre 1813), Chevalier de Saint-Louis (11 octobre 1814), - Armes de Chevalier de l'Empire : Tiercé en fasce : au I, de sable à une tulipe (ou julienne des dames) fleurie d'argent, tigée de sinople, versée à dextre ; au II, de gueules à l'insigne des chevaliers non-légionnaires ; au III, d'azur à une tour d'argent ouverte de sable sur un rocher au naturel. - Armes de Baron de l'Empire : Coupé : au I, parti de sable à une tulipe (ou julienne des dames) fleurie d'argent, tigée de sinople, versée à dextre et du quartier des Barons militaires de l'Empire ; au II, d'azur à une tour d'argent ouverte de sable sur un rocher au naturel. Armes parlantes (La « julienne des dames » rappelle « Julienne »). |

## K
| Figure | Nom du baron et blasonnement |
| ------ | --- |
|        | François Joseph Kirgener (8 octobre 1766 - Paris † 22 mai 1813 - Combat de Reichenbach), chef de brigade (29 vendémiaire an IX (21 octobre 1802)), général de brigade (4 nivôse an XIV (25 décembre 1805)), général de division (13 mars 1813), colonel du génie de la Garde impériale (1er janvier 1810), 1er baron de Planta et de l'Empire (26 octobre 1808), Légionnaire (19 frimaire an XII, puis Officier de la Légion d'honneur (25 prairial an XII), puis Commandant de la Légion d'honneur (26 mai 1807), Coupé : au I, tiercé en pal : a. de sinople à un dextrochère armé, tenant une massue en pal d'argent ; b. d'azur à un casque grillé d'or, taré de front, surmonté d'une main appaumée, aussi d'or ; c. du canton des barons militaires ; au 2, d'or, à un château-fort flanqué de deux bastions, sommé d'une tour crénelée de sable, ouvert et ajouré du champ, maçonné d'argent, terrassé de sinople., |
|        | Stanislas Klicki (19 novembre 1775 - Ostrolenka † 21 avril 1841 - Rome) baron de l'Empire (lettres patentes du 20 mars 1812), Officier de la Légion d'honneur, Chevalier de l'Ordre de la Couronne de fer, Chevalier de l'Ordre militaire de Virtuti Militari. Coupé, au premier parti, à dextre d'or à la croix patriarcale de sable, la traverse du bas manquant à dextre, sénestré d'un dextrochère armé posé en pal, tenant un sabre renversé, le tout aussi de sable, à sénestre des barons tirés de l'armée ; au deuxième d'azur au cheval galopant d'argent chargé d'une lance en barre d'or, au pennon d'argent coupé de gueules. |
|        | Michel Kosiński (3 novembre 1776 - Cracovie, Pologne - ?), major au 3e régiment de la Légion de la Vistule, baron de l'Empire (décret du 31 mars 1812, lettres patentes du 11 novembre 1813, Saint-Cloud), Membre de la Légion d'honneur, Chevalier de l'ordre militaire de Pologne, Ecartelé ; au premier d'azur à trois grenades d'argent, éclatantes et enflammées, de gueules ; au deuxième des barons tirés de l'armée ; au troisième de sable au tube de canon en pal, d'or ; au quatrième d'azur à la forteresse donjonnée de trois tourelles d'or ; sur le tout parti de gueules et d'argent, le gueules à la corne de cerf en pal, d'argent ; l'argent à la corne de buffle en pal, de sable ; pour livrées les couleurs de l'écu., |

## L
| Figure | Nom du baron et blasonnement |
| ------ | --- |
|        | Louis Joseph Lahure (29 décembre 1767 - Mons (Pays-Bas autrichiens) † 24 octobre 1853 – Château de Wavrechain-sous-Faulx), , général de brigade (nommé provisoirement le 21 juillet 1799, confirmé le 19 octobre 1799), député du département de Jemmapes au Corps législatif (22 mars 1802 (6 germinal an X)), lieutenant-général (22 juillet 1818), lieutenant-général titulaire en Belgique (20 mars 1831), chevalier de l'Empire (lettres patentes de l'Empereur du 10 avril 1811), puis baron de l'Empire (22 décembre 1813, avec une dotation qu'il ne toucha jamais, lettres patentes de l'Empereur du 26 février 1814), Officier (19 frimaire an XII), puis Commandant (25 prairial an XII), puis Grand officier de la Légion d'honneur (29 avril 1833), Chevalier de l'ordre royal et militaire de Saint-Louis (6 août 1814), Grand officier de l'ordre de Léopold (15 juin 1842), - Armes de Chevalier de l'Empire : Parti : Au I, d'azur au sabre au pal d'or surmonté d'une hure de sanglier du même, allumée, lampassée et défendue de gueules ; au II, d'or à la tour crénelée de sable ; le tout soutenu d'une champagne de gueules chargée du signe des chevaliers légionnaires. Armes parlantes. Hure⇔Lahure |
|        | Jean Maximilien Lamarque (22 juillet 1770 Saint-Sever † 1er juin 1832 Paris), général de brigade (février 1801), général de division (6 décembre 1807), 1er baron Lamarque et de l'Empire (1810), Officier (19 frimaire an XII), puis Commandant (25 prairial an XII), puis Grand officier (21 juillet 1819), puis Grand-croix de la Légion d'honneur (21 août 1830), Chevalier de l'ordre royal et militaire de Saint-Louis (15 juin 1842), Chevalier de l'ordre royal et militaire de Saint-Louis (27 juin 1814), grand cordon de l'ordre des Deux-Siciles, Coupé : au 1, parti d'or, à une tête de cheval de sable, à la bordure dentelée d'azur et du quartier des barons militaires ; au 2, d'or, à un arc couché, bandé avec sa flèche, de sable. |
|        | Jean Ernest Lannes (1803 ✝ 1882), Baron d'Empire, puis Baron de Montebello, De sinople, à l'épée haute d'or ; au canton des Barons Militaires de l'Empire brochant. |
|        | Gustave Olivier Lannes (1804 ✝ 1875), baron de Montebello et de l'Empire (lettres patentes du 9 mars 1809), général de division (1855), sénateur du Second Empire, De sinople à l'épée haute en pal d'or, brisée d'un chevron alaisé d'argent, placé au-dessus de l'épée ; au deuxième point en chef ; franc-quartier de baron tiré de l'armée., |
|        | Louis-François-Bertrand du Pont d'Aubevoye de Lauberdière (1759 ✝ 1837), baron de l'Empire (décret du 19 mars 1808, confirmé par lettres patentes du 3 juin 1808), général de brigade (1807), membre du Corps législatif, général de division (1814), commandeur de la Légion d’honneur, chevalier de l'ordre militaire de Maximilien-Joseph de Bavière D’argent aux deux chevrons abaissés et superposés de gueule, quartier de baron tiré de l'armée. |
|        | Gaëtan Joseph Prosper César de Laville de Villa-Stellone (° 31 août 1775 - Turin † 21 octobre 1848 - Toulouse), colonel, écuyer de S. M. la reine de Hollande, aide de camp du maréchal duc d'Istrie, général de brigade (5 décembre 1812), baron de la Ville de Villa Stellone et de l'Empire (décret impérial du 15 août 1809, lettres patentes du 9 mars 1810, Paris), légionnaire (14 floréal an XIII : 4 mai 1805), puis, officier de la Légion d'honneur (17 juin 1813), chevalier de l'ordre de la Réunion, Écartelé au premier de gueules à trois barres d'or, au chef d'azur chargé de trois étoiles d'argent, au deuxième des barons tirés de l'armée ; au troisième d'argent à la croix de sable cantonnée de quatre losanges du même, au quatrième d'azur au cigne nageant d'argent., |
|        | Armand Lebrun (Paris, 20 octobre 1768 – 19 juin 1846), général de division, Baron de La Houssaye et de l'Empire (décret du 19 mars 1808, lettres patentes signées à Burgos le 22 novembre 1808), légionnaire (19 frimaire an XII), puis, commandant de la Légion d'honneur (25 prairial an XII) D'azur; au chevron d'or, surmonté de deux têtes de cheval d'or, et en pointe d'un sabre de hussard d'argent à poignée d'or, accompagné de trois étoiles d'argent une et deux; quartier des barons militaires, brochant sur le tout. |
|        | Alexandre Lebrun de Plaisance (1780 ✝ 1812), chef d'escadron, aide de camp du prince, vice-connétable, baron Lejeune et de l'Empire (accordé par décret du 15 août 1809 et lettres patentes signées à Anvers le 3 mai 1810), Légionnaire (25 prairial an XII) De sable, à la louve arrêtée d'or la tête en rencontre soutenue du même et surmontée de deux billettes d'argent ; à la bordure dentelée du même : franc quartiers des barons tirés de même, |
|        | Jean Lecamus (° 7 avril 1762 - Aubusson † 5 août 1846 - Andlau, Bas-Rhin), général de brigade (1er mars 1806), Baron de Moulignon et de l'Empire (titre accordé par décret du 19 mars 1808 et lettres du 2 juillet 1808, signées à Bayonne), officier (25 prairial an XII : 14 juin 1804), puis, commandant de la Légion d'honneur (5 nivôse an XIV : 25 décembre 1805), chevalier de l'Ordre du Mérite militaire (Wurtemberg), Parti d'or et de sable ; au chevron de l'un en l'autre, accompagné, sur l'or, d'un anneau d'azur, sur le sable, d'un anneau d'or ; au comble d'azur chargé de deux étoiles à cinq raiz d'argent; quartier des barons militaires brochant sur le tout., |
|        | Jacques Lecapitaine (Lapenty (auj. dans la Manche), 4 novembre 1765 – bataille de Ligny, 16 juin 1815), général de brigade, baron Lecapitaine et de l'Empire (décret du 2 avril 1814 : les lettres patentes (17 avril 1815), autorisées pendant les Cent-Jours, ne furent pas retirées), légionnaire (1er vendémiaire an XII) puis officier de la Légion d'honneur (25 prairial an XII), Ses lettres patentes, non retirées, portaient comme règlement d'armoiriesÉcartelé : au 1er, de sable à la tour ruinée d'argent ; au 2e, des barons militaires ; au 3e, de gueules au dextrochère armé d'argent mouvant du flanc sénestre et tenant une épée du même ; au 4e, d'argent à deux branches de grenadier au naturel, croisées en sautoir.. |
|        | Jean-Baptiste Lecat de Bazancourt (19 mars 1767 - La Neuville-d'Aumont † 17 janvier 1830 - Paris), colonel du 4e régiment d’infanterie légère (an X), général de brigade (6 mars 1808), 1er baron Le Cat de Bazancourt et de l'Empire (10 février 1809), Officier (19 frimaire an XII), puis Commandant de la Légion d'honneur (11 nivôse an XIV (25 décembre 1805), chevalier de Saint-Louis (1814), Coupé : au 1, parti d'azur à trois besants d'or et du quartier des barons militaires de l'Empire ; au 2, d'or à un sphinx de sable, soutenu de gueules, brochant sur un palmier de sinople, accosté de deux croissants aussi de gueules, chaque croissant surmonté d'une étoile du même., |
|        | Teodoro Lechi (° 16 janvier 1778 - Brescia † 2 mai 1866 - Milan), général de brigade, colonel du régiment d'infanterie de ligne de la garde italienne de l'Empereur, Baron Lecchi et de l'Empire (titre accordé par décret du 15 août 1809 et lettres patentes du 14 avril 1810, signées à Compiègne), officier de la Légion d'honneur, commandeur de l'ordre de la Couronne-de-Fer, Écartélé au premier d'argent au casque de profil de sable, orné d'or, et panaché de gueules : au deuxième des barons tirés de l'armée ; au troisième d'azur à l'arbre d'or, accompagné de deux tours carrées d'argent, le tout soutenu du même et surmonté de trois étoiles en face d'or, au quatrième d'argent à trois bandes ondées de gueules., |
|        | Louis Leclerc des Essarts (° 25 avril 1770 - Pontoise † 18 mai 1820 - Paris), adjudant-commandant (1803), général de brigade (1808), baron Leclerc et de l'Empire (titre accordé par décret du 19 mars 1808 et lettres patentes du 27 novembre 1808, signées au Camp impérial d'Aranda de Duero), comte Leclerc Desessarts et de l'Empire (titre accordé par décret du 15 août 1809 et lettres patentes du 9 décembre 1809, signées à Paris), légionnaire (15 pluviôse an XII : 5 février 1804), puis, officier (25 prairial an XII : 14 juin 1804), puis, commandant de la Légion d'honneur (21 septembre 1809), Écartelé, le premier d'azur à la pensée d'or en pointe aussi d'or et au soleil naissant en chef à dextre ; le deuxième des barons militaires ; le troisième d'argent à la tête de maure de sable, tortillée et colletée d'or ; le quatrième d'azur aux trois têtes de cheval d'argent posées deux et une., |
|        | François Roch Ledru des Essarts (16 août 1765 - Chantenay † 23 avril 1844 - Champrosay, Draveil), chef de brigade (1er messidor an VII), général de brigade (3 nivose an XIV (24 décembre 1805)), général de division (juillet 1811), 1er baron Ledru des Essarts et de l'Empire (août 1810), Légionnaire (19 frimaire an XII), puis Officier (25 prairial an XII), puis Commandant (11 juillet 1807), puis Grand officier de la Légion d'honneur (29 juillet 1814), Chevalier de Saint-Louis (2 juin 1814), Pair de France (4 septembre 1835) Coupé : au I parti d’azur à trois étoiles d’argent posées en barre et du quartier des barons militaires ; au II d’argent au chevron de gueules accompagné en chef à dextre d’une tête de lévrier contournée de sable et à senestre d’un cor du même et en pointe d’une grenade de gueules. |
|        | François-Joseph Leguay (18 mars 1764 - Châteaugiron † 16 décembre 1812 - retraite de Russie), chef de brigade (12 thermidor an VII), général de brigade (15 ventôse an IX), 1er baron Le Guay et de l'Empire (1808), Officier (19 frimaire an XII), puis Commandant de la Légion d'honneur (25 prairial an XII), Coupé au premier parti à dextre gironné d'argent et d'azur à sénestre des barons tirés de l'armée, au deuxième d'or à la forteresse de sable |
|        | Louis-François Lejeune (3 février 1775 - Strasbourg † 29 février 1848 - Toulouse), , colonel au corps impérial du génie, aide de camp du prince vice-connétable, général de brigade (1812), 1er baron Lejeune et de l'Empire (accordé par décret du 15 août 1809 et lettres patentes signées à Fontainebleau le 6 octobre 1810), Légionnaire (4 mai 1813), puis, Officier (19 novembre 1813), puis, Commandeur (20 août 1823), puis, Grand officier de la Légion d'honneur (21 novembre 1841), Chevalier (autorisé le 4 avril 1810), puis, Commandeur de l'Ordre impérial de Léopold, Commandeur de l'ordre militaire de Maximilien-Joseph de Bavière (1823), Grand'croix de l'ordre de l'Épée de Suède (1824) Coupé, au premier parti à dextre d'or au dextrochère gantelé de sable, mouvant à sénestre, tenant un compas ouvert du même ; à sénestre de gueules au signe des barons tirés de l'armée, au deuxième d'azur à la tête de Minerve en profil d'or,. |
|        | Adelaïde Blaise François Le Lièvre de La Grange (21 décembre 1766 - Paris † 2 juillet 1833 - Paris), Général de brigade (décret impérial du 15 juin 1807), Général de division (21 juin 1809), Marquis héréditaire de La Grange et de Fourilles, puis, Baron de l'Empire (lettres patentes du 13 février 1811), puis, Comte de La Grange de l'Empire (lettres patentes du 19 juin 1813), Légionnaire (19 frimaire an XII : 11 décembre 1803), puis, Officier (décret du Premier Consul du 25 prairial an XII : 14 juin 1804), puis, Commandeur de l'ordre royal de la Légion d'honneur (ordonnance du 19 août 1824, Chevalier (ordonnance du 12 juin 1814), puis, Commandeur (ordonnance du 11 octobre 1814), puis, Grand-croix de l'ordre royal et militaire de Saint-Louis (ordonnance royale du 17 août 1822), Écartelé : au I, d’azur ; aux II et III, de sable au griffon d’or, armé et lampassé de gueules, celui du III contourné ; au IV, d’azur au senestrochère brassardé d’argent, surmonté de la lettre E du même ; sur-le-tout, d’azur au chevron d’or, accompagné en chef de deux roses, et en pointe d’un alérion, le tout d’argent ; au canton des barons militaires de l'Empire brochant. |
|        | Louis Lepic (20 septembre 1765 – Montpellier † 7 janvier 1827 – Andrésy), Colonel-major du 1er Régiment de grenadiers à cheval de la Garde impériale, général de brigade (décret du 13 février 1807), Général de division (9 février 1813), 1er baron Lepic et de l'Empire (19 mai 1809), 1er comte Lepic (17 janvier 1815), Légionnaire (19 frimaire an XII), puis Officier (25 prairial an XII), puis Commandant de la Légion d'honneur (26 juin 1809), Chevalier de l'ordre royal et militaire de Saint-Louis (29 juillet 1814), Chevalier de l'ordre militaire de Maximilien-Joseph de Bavière (29 mars 1806), Coupé : au 1, parti d'or à trois grenades enflammées de gueules et du quartier des barons militaires ; au 2, d'azur, à un faisceau des licteurs d'argent, accosté de deux lions affrontés d'or, surmontés chacun d'une étoile d'argent, celui de dextre armé d'un badelaire du même, le tout soutenu d'une terrasse de sable,. Ou Coupé, le premier parti d'or à trois grenades de sable enflammées de gueules et de gueules au signe des barons tirés de l'armée ; le deuxième d'azur au faisceau à l'antique d'argent, accosté à dextre et à sénestre d'un lion d'or, chacun surmonté d'une étoile d'argent, celui de sénestre armé d'un badelaire d'argent ; le tout soutenu de sinople ; pour livrées : bleu, blanc, et jaune,. |
|        | Joachim Hippolyte Lepic (29 mars 1768 – Montpellier † 27 mars 1835 – Paris), maréchal de camp au 17ème régiment de dragons, nommé chevalier de l’Empire le 18 février 1808, légataire de deux mille francs de rente annuelle sur la Westphalie. Promu officier de la Légion d’honneur le 15 juillet 1810 et chevalier de l'Ordre de la Couronne de Fer le 28 novembre 1813, l’Empereur le fait baron Lepic et de l'Empire par décret impérial et lettres patentes du 2 avril 1814. Il est nommé chevalier de Saint-Louis le 17 mars 1815 par le roi Louis XVIII. Conservation des mêmes armes après avoir été fait baron Lepic et de l'Empire. Coupé, au I, d'or au dextrochère de sinople tenant une trompe de sable, surmonté d'un pic de sable accosté à l'arbre tronqué de sinople ; au II, d'azur à la tour d'argent au sommet d'un mont d'or, surmonté au coin dextre d'un soleil d'or, à la champagne de l'écu de gueules au signe des chevaliers légionnaires. |
|        | Joseph Mathurin Fidèle Lesuire (26 mai 1764 - Rennes † 19 avril 1824), général de brigade (4 fructidor an III), Baron de Bizy et de l’Empire (1808), Officier (19 frimaire an XII), puis Commandant (25 prairial an XII), Chevalier de l'ordre royal et militaire de Saint-Louis (20 août 1814), Coupé : au I, parti d'azur à deux drapeaux d'argent montés d'or passés en sautoir surmontés de deux molettes du même et du quartiers des barons militaires de l'empire ; au II d'or à trois chevrons de gueules accompagnés en chef de deux étoiles d'azur et en pointe d'une ancre de sable. Ou Coupé : au I, parti d'azur à deux drapeaux d'argent montés d'or passés en sautoir surmontés d'une molette du même et du quartiers des barons militaires de l'empire ; au II d'or à trois chevrons de gueules accompagnés en chef de deux étoiles d'azur et en pointe d'une ancre de sable., |
|        | Jean-Marthe-Adrien Lhermitte (29 septembre 1766 - Coutances † 28 août 1826 - Plessis-Picquet), capitaine de vaisseau (1801), contre-amiral (6 janvier 1807), préfecture maritime de Toulon (1811-1814), baron de l'Empire (lettres patentes du 6 octobre 1810), Officier (25 prairial an XII), puis Commandant de la Légion d'honneur (1814), Chevalier de Saint-Louis (1814), Écartelé : au 1er, d'or au palmier terrassé au naturel ; au 2e, des barons militaires ; au 3e, de gueules à une poupe de vaisseau avec ses mâts et un pavillon à celui de l'arrière, le tout d'argent ; au 4e, d'azur à une tête d'ours blanc au naturel, posée en barre et mouvante du canton senestre.> |

## M
| Figure | Nom du baron et blasonnement |
| ------ | --- |
|        | Jacques-Barthélémy Marin (23 août 1772 - Ville (Oise) † 24 mars 1848 - Ville (Oise)), major du 16e régiment d'infanterie de ligne (arrêté du Premier Consul du 30 frimaire an XII (22 décembre 1803)), colonel du 16e régiment d'infanterie de ligne (décret impérial du 10 septembre 1807), général de brigade (décret impérial du 19 juin 1809), sous-gouverneur des Pages de l’Empereur (30 septembre 1809), Baron de l’Empire (décret impérial du 3 décembre 1809 et par lettres patentes du 15 juillet 1810), Légionnaire (décret du Premier Consul du 15 germinal an XII (5 avril 1804)), puis Officier (décret impérial du 6 mai 1809), puis Commandant de la Légion d'honneur (Ordonnance royale du 23 août 1814), Chevalier de l'ordre royal et militaire de Saint-Louis (ordonnance royale du 19 juillet 1814), Coupé : au I, parti : a) d’argent à la jambe coupée de sable –b) de gueules à l’épée haute d’argent (signe des barons militaires) ; au II, d’azur à la montagne d’or, surmontée d’un sautoir d’argent, adextré d’un poignard du même, montée d’or, et senestré d’un palmier du même. |
|        | Charles Stanislas Marion (7 mai 1738 - Charmes (Vosges) † 7 septembre 1812 - Bataille de la Moskowa), colonel du 24e régiment d'infanterie légère (an XII), général de brigade (2 fructidor an XIII), membre du collège électoral des Vosges, 1er Baron Marion et de l'Empire (accordé par décret du 15 août 1809 et lettres patentes signées à Saint-Cloud le 9 septembre 1810), Légionnaire (19 frimaire an XII), puis Officier (25 prairial an XII), puis Commandant de la Légion d'honneur (2 septembre 1812), Écartelé au premier d'azur à quatre chevrons superposés d'or, au deuxième des barons tirés de l'armée ; au troisième d'argent à la fasce de gueules chargée de deux étoiles du champ et surmontée d'une grenade de sable, allumée de gueules au second point ; au quatrième d'azur au lion d'or tenant de la dextre un sabre et de la sénestre un bouclier d'argent,. |
|        | Jacques David Martin de Campredon (13 janvier 1761 - Montpellier † 11 avril 1837 - Montpellier), sous-lieutenant à l'École du Génie (1er janvier 1780), lieutenant ingénieur (1er janvier 1782), capitaine ingénieur (1er avril 1791), professeur à Polytechnique (31 octobre 1794), général de brigade, artillerie (4 novembre 1799), Directeur des Fortifications (mars 1800), général de division (14 août 1806), ministre de la guerre à Naples (1809), 1er baron de Campredon et de l'Empire (confirmé par lettres patentes du 24 septembre 1814), Légionnaire (décret impérial du 12 décembre 1803), puis Commandant (décret impérial du 14 juin 1804), puis Grand officier de la Légion d'honneur (ordonnance royale du 29 juillet 1814), Commandeur (ordonnance royale du 24 août 1823), puis Grand Croix du Mérite Militaire (ordonnance royale de novembre 1827), - Armes anciennes : D'argent, à un chevalier, armé de toutes pièces, tenant une épée levée, et monté sur un cheval galopant, le tout de gueules, soutenu d'une terrasse de sinople. |
|        | Henri-Jacques Martin de Lagarde (13 mai 1770 - Lodève † 30 décembre 1822 - Lodève), colonel du 21e régiment d'infanterie légère (4 mars 1807), général de brigade (30 mai 1813, affecté à la 4e division de la jeune Garde impériale, du 4 juin 1813 au 20 juillet 1813), baron Lagarde et de l'Empire (lettres patentes du 26 octobre 1808, confirmé en 1816 comme baron de Lagarde avec pour état civil « Martin de Lagarde »), Légionnaire (décret du Premier Consul du 16 février 1804), puis Officier (décret impérial du 20 mai 1811), puis Commandant de la Légion d'honneur (ordonnance royale du 17 janvier 1815), Chevalier de l'ordre royal et militaire de Saint-Louis (ordonnance royale du 11 octobre 1814), Écartelé : 1, de sinople à la sphère d'argent, terrassée du même, accosté à dextre d'un livre ouvert du même posé sur un rouleau de papier d'argent et à senestre d'un compas entrouvert du même en fasce ; 2, du quartier des barons militaires de l'Empire ; 3, de sable au chevron d'or, acc. en pointe de deux tours crénelées d'or ; 4, d'azur au sauvage au naturel, couché dans l'eau au naturel, parmi les roseaux du même et appuyé sur une urne renversée d'or (on trouve aussi : "au quatrième d'azur au (allégorie d'un) fleuve de carnation appuyé à senestre sur une urne renversée d'or et soutenu d'une rivière et de roseaux au naturel")., |
|        | Louis Joseph Maupoint (6 janvier 1766 - Lille † 18 septembre 1849 - Marseille), colonel du 16e régiment de chasseurs à cheval (13 janvier 1806), général de brigade (6 avril 1811), commandant de l'École de cavalerie de Saint-Germain (20 août 1812 - 31 août 1814), Baron Vandeul et de l'Empire (19 mars 1808, lettres patentes du 24 février 1809), Officier (25 prairial an XII), puis Commandant de la Légion d'honneur (23 août 1814), Chevalier de l'ordre royal et militaire de Saint-Louis (29 janvier 1814), - Armes anciennes : Écartelé, aux 1 et 4, à cinq points équipollés d'or à quatre d'azur, chaque point chargé d'une étoile de l'un en l'autre; aux 2 et 3, de sinople, au lion d'or. - Armes de Baron de l’Empire : Écartelé : aux 1 et 4, d'azur, semé d'étoiles d'or; au 2, des barons militaires; au 3, de gueules, au lion d'argent., |
|        | Jean-Baptiste-Gabriel Merlin (17 avril 1768 - Thionville † 27 janvier 1842 - Versailles), colonel du 8e régiment de cuirassiers (20 novembre 1799), général de brigade (5 juin 1809), Baron de l'Empire (décret impérial et lettres patentes du 28 janvier 1809), Officier (19 frimaire an XII), puis Commandant (décret du Premier Consul du 25 prairial an XII (14 juin 1804)), puis Grand officier de la Légion d'honneur (18 avril 1834), Chevalier de l'ordre royal et militaire de Saint-Louis (ordonnance royale du 5 octobre 1814), Coupé : au 1, parti de sable, à un cheval d'argent, gravissant un rocher d'or mouvant de l'angle dextre de la pointe et du quartiers des barons militaires ; au 2, d'azur, à une cuirasse antique d'argent, chargé d'un château donjonné de trois tours du champ ouvert et maçonné de sable., |
|        | Julien Auguste Joseph Mermet (9 mai 1772 - Le Quesnoy † 28 octobre 1837 - Paris), colonel du 10e régiment de hussards (an II), général de brigade (28 brumaire an III), général de division (12 pluviôse an XIII), Baron de l'Empire (1809, lettres patentes du 2 août 1811), vicomte (12 février 1817, confirmé par lettres patentes du 3 mars 1818), Officier (23 vendémiaire an XII), puis Commandant (25 prairial an XII), puis Grand officier de la Légion d'honneur (23 août 1834), Chevalier (27 juin 1814), puis Commandeur de l'ordre royal et militaire de Saint-Louis (août 1823), Ecartelé au premier d'azur au chevron d'or accompagné de trois étoiles du même deux en chef une en pointe au deuxième des Barons tirés de l'armée, au troisième de gueules à deux tentes tendues d'argent soutenues de sinople, au quatrième d'azur à la salamandre d'argent entourée de flammes d'or : sur le tout d'argent au cheval cabré de sable. - livrée : les couleurs de l'écu, le verd en bordure seulement. |
|        | Théodore François Millet (15 septembre 1776 - Sourdeval † 15 février 1819 - Sourdeval), Colonel du 40e régiment d'infanterie de ligne (1809), Colonel du 121e régiment d'infanterie de ligne (1er septembre 1810), général de brigade (28 juin 1813), Chevalier de l'Empire puis 1er baron Millet et de l'Empire, Légionnaire (1805), puis, Officier de la Légion d'honneur (6 août 1811), Chevalier de Saint-Louis (20 août 1814), D'azur à la bande cousue de gueules, chargée en cœur de l'insigne des chevaliers légionnaires ; accompagnée en pointe d'un lion léopardé d'or et en chef de trois grenades d'argent posées en orle ; au canton des Barons militaires brochant. |
|        | Pierre André Miquel (20 janvier 1762 - Béziers † 5 mars 1819 - Béziers), général de brigade (11 fructidor an XI), Baron Miquel et de l'Empire (6 septembre 1811), Officier (23 vendémiaire an XII), puis Commandant de la Légion d'honneur (25 prairial an XII), D'or, au volcan de sable enflammé de gueules, adextré d'une tête de Borée de carnation, soufflant de sinople, sénestré de deux clefs en sautoir d'azur au comble du même, chargé d'un lion couché et coutourné d'argent; franc quartier des barons tirés de l'armée, brochant au neuvième de l'écu. Pour livrées, jaune, bleu, noir, rouge. |
|        | Pierre Mourier (°9 novembre 1766 Limoges - † 31 août 1845 Limoges), Général de Brigade (6 août 1811), Baron de l'Empire (19 janvier 1810), Officier (15 juin 1804) puis Commandeur de la Légion d'honneur (2 septembre 1812), Chevalier de l'Ordre royal et militaire de Saint-Louis le 19 juillet 1814. Coupé le premier parti de sable au lévrier passant, soutenu d'or ; et de gueules au signe des barons tirés de l'armée ; au deuxième de sinople à cinq chevrons d'argent superposés |
|        | Régis Barthélemy Mouton-Duvernet (3 mai 1770 - Le Puy-en-Velay † Fusillé le 27 juillet 1816 - Lyon), colonel du 63e régiment d'infanterie de ligne (10 février 1807), général de brigade (21 juillet 1811), général de division (4 août 1813), Baron Mouton-Duvernet et de l'Empire (1809), Commandeur de la Légion d'honneur (6 avril 1812), Chevalier de Saint-Louis (1814), D'azur, à un mouton couché d'argent, sous un oranger au naturel, fruité d'or, terrassé de sinople ; au canton des barons militaires de l'Empire brochant., Armes parlantes. |
|        | Jean-Charles Musquinet de Beaupré (Pontoise, 21 mai 1749 – Berlin, 26 février 1813), général de brigade (4 mars 1807), Baron Musquinet de Beaupré (décret du 19 mars 1808, lettres patentes signées à Paris le 28 janvier 1809), Légionnaire (28 ventôse an XII), puis Officier de la Légion d'honneur (25 prairial an XII), Écartelé : le premier d'or à la tête de nègre de sable allumée d'argent ; le deuxième des barons tirés de l'armée ; le troisième d'azur au tube de canon d'or posé en pal, chargé de la lettre L de sable et accompagné de quatre étoiles d'argent deux à dextre deux à sénestre ; le quatrième d'or aux deux têtes de cheval de sable allumées du champ et posées en bande., |

## N
| Figure | Nom du baron et blasonnement |
| ------ | --- |
|        | Thomas-Patrice Nagle (16 mai 1771 - Cambrai † 9 novembre 1822 - La Rochelle), major du 17e régiment d'infanterie de ligne (11 brumaire an XII), colonel du 92e régiment d'infanterie de ligne (28 mars 1808), major du 4e régiment de voltigeurs de la Jeune Garde (6 août 1812), général de brigade (11 octobre 1812), Baron de l'Empire (1810), Légionnaire (4 germinal an XII), puis, Officier (6 avril 1812), puis, Commandeur de la Légion d'honneur (1er mai 1821), Chevalier de l'ordre royal et militaire de Saint-Louis (20 août 1814), - Armes de la famille Nagle (originaire d'Irlande) : D'hermine à la fasce d'azur chargée de trois losanges d'or. Couronne de chevalier d'or et d'azur. Cimier : un rossignol d'or. Devise : non vox sed votum,. - Armes de Baron de l'Empire : Coupé : au 1, parti de contre-hermine, à deux losanges accolées et rangés en fasce d'argent et du quartier des barons militaires ; au 2, d'azur, à un dextrochère armé, issant d'une nuée mouvant du flanc, tenant une épée en pal, le tout d'argent,. |
|        | Jean Nicolas (8 décembre 1765 - Apremont-la-Forêt † 10 septembre 1833 - Paris), capitaine (2 décembre 1800), chef de bataillon (21 janvier 1804), colonel (20 aout 1805), général de brigade (23 octobre 1806), Baron de l'Empire (1811), Légionnaire (20 septembre 1804), puis, Officier (23 février 1805), puis, Commandeur de la Légion d'honneur (4 janvier 1806), Chevalier de l'ordre royal et militaire de Saint-Louis (29 septembre 1814), - Armes de Baron de l'Empire : Coupé : au 1, parti d'azur, au dextrochère brassardé, mouvant du flanc dextre, d'argent, tenant un sabre du même monté d'or, adextré au premier point en chef d'une étoile aussi d'argent et du quartier des barons militaires ; au 2, d'azur à la croix patriarchale d'or,. |
|        | Jean Baptiste Nicolas, (8 mai 1773 - Rémonville † 4 mai 1854 - Rémonville), sous-lieutenant (24 mars 1795), lieutenant (24 mars 1796), capitaine (25 novembre 1796), Légionnaire (18 décembre 1803), chef d'escadron (18 novembre 1806), Officier (14 mai 1807), Baron de l'Empire (29 septembre 1809), colonel (14 septembre 1812), Baron de l'Empire (28 septembre 1813), Commandeur de la Légion d'honneur (5 avril 1814), Chevalier de l'ordre royal et militaire de Saint-Louis (1er septembre 1814), maréchal de camp (11 aout 1823), Grand officier de la Légion d'honneur (18 avril 1834) - Armes de Baron de l'Empire : D'argent à la fasce de gueules, chargée d’une étoile du champ, accompagné en chef de deux sabres de hussards d'azur posés en sautoir et surmontés d'un bonnet de hussards de sable orné d’or et, en pointe, d'un cerf courant de sable soutenu de sinople. |

## O
| Figure | Nom du baron et blasonnement |
| ------ | --- |
|        | François Joseph d'Offenstein (27 juillet 1760 - Erstein † 27 septembre 1837 - Mouzay (Meuse)), général de brigade (30 juillet 1793), général de division (22 septembre 1793, destitué en 1794), colonel (23 septembre 1805), général de brigade (25 juin 1807), Baron de l'Empire (26 juin 1809), Légionnaire (11 décembre 1803) puis Officier de la Légion d'honneur (14 juin 1804, remis le 15 juillet 1804 aux Invalides), Écartelé : au 1, d'azur, au lion d'or; au 2 du quartier des barons militaires de l'Empire ; au 3, de gueules, à un renard passant et terrassé d'argent ; au 4, d'azur, à un coq hardi d'or., |
|        | Jean-Baptiste Olivier (25 décembre 1765 - Strasbourg † 21 octobre 1813 - Witternesse), général de brigade (19 septembre 1793), général de division (à titre provisoire le 22 mai 1799, confirmé le 27 avril 1802), Baron de l'Empire (lettres patentes du 19 janvier 1811), Légionnaire (19 frimaire an XII), puis, Grand officier de la Légion d'honneur (25 prairial an XII), Chevalier de l’ordre de la Couronne de fer D'or à un olivier terrassé de sinople brochant sur un buisson de bruyère du même ; au canton des barons militaires brochant. Armes parlantes (L'Olivier).                                       |

## P
| Figure | Nom du baron et blasonnement |
| ------ | --- |
|        | Michel Marie Pacthod 16 janvier 1764 - Saint-Julien-en-Genevois † 24 mars 1830 - Paris), général de brigade (7 prairial an III), général de division (16 novembre 1808), baron de l'Empire (lettres patentes du 15 juin 1808), comte de l'Empire (1813), Officier (19 frimaire an XII), puis, Commandant (25 prairial an XII), puis, Grand officier de la Légion d'honneur (22 juillet 1813), Chevalier de l'ordre royal et militaire de Saint-Louis (13 août 1814), Coupé : au 1, d'or, à une tour de sable, maçonnée et ouverte du champ; au 2, d'azur, à trois croissants d'or ; au canton des barons militaires brochant. |
|        | Pierre Claude Pajol (3 février 1772 - Besançon † 20 mars 1844 - Paris), général de brigade sur le champ de bataille d'Eylau (8 février 1807, confirmé par décret impérial du 10 mars 1807), général de division sur le champ de bataille de Friedland (14 juin 1807, confirmé le 7 août 1812), baron de l'Empire (décret impérial du 19 mars 1808, lettres patentes du 18 juin 1809), 1er Comte Pajol et de l'Empire (décret impérial du 25 novembre 1813, confirmé le 2 juin 1814), Légionnaire (11 décembre 1803), puis, Officier (26 prairial an XII : 14 juin 1804), puis, Commandant (sur le champ de bataille d'Eckmühl, 24 avril 1809), puis, Grand officier (sur le champ de bataille de Montereau, 17 février 1814), puis, Grand aigle de la Légion d'honneur (sur le champ de bataille de Ligny, 17 juin 1815 ; confirmé Grand cordon de la Légion d'honneur le 19 août 1830), Chevalier de Saint-Louis (1er juin 1814), ordre du Lion de Bavière (1808), Chevalier de l'ordre militaire de Maximilien-Joseph de Bavière, Chevalier de l'ordre de l'Aigle blanc, Pair des Cent-Jours (2 juin 1815), Membre de la Chambre des pairs (19 novembre 1831 : monarchie de Juillet), Écartelé : au I, d'azur, au chevron d'or, accompagné en chef de deux molettes et en pointe d'une épée haute, le tout d'argent ; au 2, du quartier des Barons militaires ; au 3, de pourpre, au lion d'or, la tête contournée, tenant un drapeau du même ; au 4, de sinople, à un senestrochère, mouvant du canton senestre de la pointe, la manche d'argent, le parement d'azur chargé de trois chevrons d'argent, la main de carnation tenant un foudre d'or., |
|        | Pierre Louis François Paultre de Lamotte (Saint-Sauveur-en-Puisaye, 3 février 1774 – Meaux (Seine-et-Marne), colonel au 9e cuirassiers, général de brigade (1811), baron Paultre de Lamotte et de l'Empire (décret du 19 mars 1808, lettres patentes signées au quartier général impérial de Schœnbrunn le 15 octobre 1809, Légionnaire (19 frimaire an XII : 25 mars 1804), puis, Officier (11 juillet 1807), puis, Commandeur (17 août 1814), puis, Grand officier de la Légion d'honneur (31 octobre 1815) ; Coupé le premier parti de sable au lion rampant d'argent, armé et lampassé de gueules, la [patte] sénestre appuyée sur une cuirasse aussi d'argent, et de gueules au signe des barons tirés de l'armée ; le deuxième d'azur à la licorne effrayée d'or. |
|        | Pierre Pelleport (26 octobre 1773 - Montréjeau † 15 décembre 1855 - Bordeaux), colonel (1809), général de brigade (1813), lieutenant-général (1823), Baron Pelleport et de l'Empire (4 janvier 1811, confirmé baron héréditaire par lettres patentes du 26 octobre 1816), 1er vicomte Pelleport (vicomte héréditaire par lettres patentes du 15 février 1823), Légionnaire (an XII), puis, Officier (1809), puis, Commandant (1812), puis, Grand officier de la Légion d'honneur (1823), Chevalier (1814), puis Commandeur de l'ordre royal et militaire de Saint-Louis (1823), Chevalier de l’ordre de la Réunion, Chevalier de l’ordre de la Couronne de fer (1812), Chevalier de 4e classe de l'ordre de Saint-Ferdinand d'Espagne (1823), Pair de France (25 décembre 1841), Coupé : au I, parti de sinople à trois bandes d'argent et du quartier des barons militaires de l'Empire ; au II, d'azur à un sphinx d'or contourné et assis sur une terrasse isolée du même., |
|        | Raymond Pierre Penne (18 novembre 1770 - Coarraze † 19 juin 1815 - à l'attaque dirigée par lui sur les hauteurs du village de Bierge), major du 106e régiment (30 frimaire an XII), colonel du 112e régiment (25 décembre 1807), général de brigade (6 août 1811), baron de l'Empire (15 août 1809), Légionnaire (4 germinal an XII), puis, Officier (27 juillet 1809), puis, Commandant de la Légion d'honneur (18 juin 1813, Chevalier de l'ordre royal et militaire de Saint-Louis (30 août 1814), puis Commandeur (1823), Écartelé : au 1, d'azur, à une gerbe d'or; au 2 du quartier des barons militaires ; au 3, de gueules, à un coq hardi d'argent ; au 4, d'azur, à un croissant d'or., |
|        | Joseph Marie de Pernety (19 mai 1766 - Lyon † 29 avril 1856 - Paris), colonel (2 octobre 1802), général de brigade (12 pluviôse an XIII : 1er février 1805), général de division (11 juillet 1807), Baron Pernety et de l'Empire (21 novembre 1810), puis Vicomte Pernety (12 février 1817), Légionnaire (19 frimaire an XII), puis, Officier (25 prairial an XII), puis, Commandant (3 mai 1807, puis Grand-croix de la Légion d'honneur (1er mai 1821), Grand-croix de l'ordre de la Réunion (3 avril 1813), Commandeur puis Grand-croix de l'ordre militaire de Maximilien-Joseph de Bavière (1810), Chevalier de l'ordre royal et militaire de Saint-Louis (27 juin 1814), Pair de France (11 septembre 1835), Écartelé : au 1, d'azur, à une tortue d'or; au 2 du quartier des barons militaires de l'Empire ; au 3 de gueules, à un canon d'or, mouvant du flanc dextre et senestré en pointe d'une pile de boulets d'argent ; au 4, d'azur, à une tour d'argent, ouverte et maçonnée de sable, sommée à dextre d'un pavillon d'argent.D'après le règlement d'armoiries ,: ou Écartelé au premier et quatrième d'azur à la tour crénelée de quatre pièces d'argent, ouverte et maçonnée de sable, sommée à dextre d'un pavillon d'argent ; au deuxième des barons tirés de l'armée ; au troisième de gueules au canon d'or mouvant à demi du flanc dextre, sénestré en pointe d'une pile de boulets d'argent et en chef de trois étoiles deux et une du même. ou Écartelé au premier et quatrième d'or à la tour d'argent, ouverte et maçonnée de sable, sommée à dextre d'un pavillon d'argent ; au deuxième des barons tirés de l'armée ; au troisième de gueules au canon d'or mouvant à demi du flanc dextre, sénestré en pointe d'une pile de boulets d'argent et en chef de trois étoiles du même en fasce. |
|        | René Joseph du Peyroux (21 septembre 1763 - Saint-Pardoux-les-Cards † 11 février 1835 - Lyon), lieutenant de vaisseau (3 janvier 1788), chef de bataillon (6 juillet 1801), chevalier de la Légion d’honneur (14 juin 1804), major (22 décembre 1806), colonel (28 octobre 1808), officier de la Légion d’honneur (18 juillet 1809), baron du Peyroux et de l'Empire (2 mars 1811), général de brigade (12 avril 1813), chevalier de l'ordre royal et militaire de Saint-Louis (20 août 1814), vicomte (1817), D'azur à trois chevrons échiquetés d'or et de gueules ; au franc-quartier des barons militaires. |
|        | Jean-Pierre Pierrat de Clermont-Tonnerre (6 juin 1774 - Paris † 12 avril 1862), colonel (1809), général de brigade (5 avril 1813), baron de l'Empire (lettres patentes du 16 décembre 1810), Commandant (15 prairial an XII), puis Grand officier de la Légion d'honneur (1850), Chevalier de l'ordre royal et militaire de Saint-Louis (27 novembre 1814), D'azur, à une bannière d'or, frangée du même, en pal, la hampe sommée d'une aigle de l'Empire français et tenue par une main d'argent, en fasce, le tout acc. d'une étoile d'argent, posée au canton dextre du chef ; au canton des barons militaires brochant. |
|        | Pierre-Armand Pinoteau (6 septembre 1769 - Ruffec (Charente) † 24 mars 1834 - Ruffec (Charente)), chef de brigade (15 juin 1801), général de brigade (6 août 1811), 1er baron Pinoteau et de l'Empire (28 avril 1815 sans lettres patentes, titre confirmé par lettres patentes en 1869), Légionnaire (1811), puis, Officier de la Légion d'honneur (12 mars 1814), Chevalier de l'ordre royal et militaire de Saint-Louis (24 septembre 1814), Écartelé : au 1, d'azur, à un sabre d'or, en bande, et une carabine d'or, en barre, passés en sautoir, au 2, d'argent à trois molettes à six rays de sable ; au 3, d'argent, au chevron d'azur, acc. de trois lapins courants de sable, au 4 d'azur au lion d'or armé et lampassé de gueules ; au canton des barons militaires brochant., |
|        | Joseph Piston (30 septembre 1754 - Lyon † 21 mars 1831 - Lyon), général de brigade (2 vendémiaire an II), général de division (30 frimaire XIV), Baron de l'Empire (1808), Officier (19 frimaire an XII), puis, Commandant (25 prairial an XII), De gueules au filet cousu d'azur brochant en fasce, accompagné en chef de trois étoiles d'argent ordonnées 2 et 1 ; et en pointe de deux chevrons entrelacés d'or, celui en chef renversé ; au canton des barons militaires brochant., |
|        | Ythier Sylvain Pryvé (19 juillet 1762 - Vannes-sur-Cosson † 13 février 1831 - Passy), chef de brigade du 21e régiment de cavalerie (17 fructidor an VII (3 septembre 1799)), colonel du 5e régiment de dragons (24 mars 1803), général de brigade (14 mai 1807), Baron de l'Empire (décret du 19 mars 1808), Légionnaire (19 frimaire an XII), puis, Officier (25 prairial an XII), puis, Commandant de la Légion d'honneur (4 nivôse an XIV), Chevalier de l'ordre royal et militaire de Saint-Louis (17 janvier 1815), D'argent au lion d'azur ; au canton des barons militaires brochant., |

## Q
| Figure | Nom du baron et blasonnement |
| ------ | --- |
|        | François Jean Baptiste Quesnel du Torpt (18 janvier 1765 - Saint-Germain-en-Laye † avril 1819 - Paris), général de brigade le 6 nivôse an II, général de division (12 pluviôse an XIII), Baron de l'Empire (lettres patentes du 16 décembre 1810), Officier (19 frimaire an XII), puis, Commandant (25 prairial an XII), puis, Grand officier de la Légion d'honneur (1814), Chevalier de l'ordre royal et militaire de Saint-Louis (1814), chevalier de l'ordre de la Couronne de fer, Coupé : au I, parti d'or à douze billettes de gueules, ordonnées 3, 4, 3, 2 et du quartier des barons militaires de l'Empire ; au II, d'azur à trois tours d'argent ordonnées 2 et 1. |

## R
| Figure | Nom du baron et blasonnement |
| ------ | --- |
|        | Gabriel Pierre de Rambourgt (8 novembre 1773 - Fontaine-Saint-Georges ✝ 1848), colonel (13 janvier 1809), général de brigade (1813), baron de l'Empire (avec dotation, le 15 août 1809, lettres patentes du 17 mai 1810), vicomte (15 juin 1824), Légionnaire (15 juin 1804), puis Officier (31 octobre 1809), Chevalier (18 juillet 1814), puis Commandeur de l'ordre royal et militaire de Saint-Louis, Chevalier (23 août 1808), puis Commandeur de l'ordre de la Couronne de fer (1813), Coupé : au I, parti de sinople à chevron surmonté d'une étoile et soutenu d'une gerbe de blé, le tout d'argent et du quartier des barons militaires ; au II, d'azur à un centaure tenant de sa dextre une épée haute le tout d'or. |
|        | Marie-Antoine de Reiset (29 novembre 1775 - Colmar ✝ 25 mars 1836 - Rouen), général de brigade, colonel le 31 mars 1809, général de brigade le 8 février 1813, lieutenant général des Armées du Roi le 30 juillet 1823, Chevalier de l'Empire (décret impérial du 15 août 1809), Baron de l'Empire (lettres patentes du 25 mars 1813 et décret impérial du 14 mai 1813), Vicomte (lettres patentes du 17 août 1822), Grand officier de la Légion d'honneur (15 juillet 1815), Commandeur de l'ordre royal et militaire de Saint-Louis (1er mai 1821), Grand-croix de l'ordre de Charles III d'Espagne (1823), - Armes de Chevalier de l'Empire : Parti au 1 : de sinople au coq d'argent, crêté, barbé et membré de gueules, surmonté de trois croissants, les pointes à dextres, d'or ; au 2 : d'argent à trois chevrons d'azur, l'un sur l'autre, accompagnés de trois dragons ailés de gueules ; le tout soutenu d'une champagne de gueules du tiers de l'écu au signe des chevaliers de l'Empire. - Armes de Baron de l'Empire : Parti au 1 : de sinople au coq d'argent, crêté, barbé et membré de gueules, surmonté de trois croissants, les pointes à dextres, d'or ; au 2 coupé au 1 : d'argent à trois chevrons d'azur l'un sur l'autre ; au 2 : d'or au dragon de sable lampassé et armée de gueules ; au franc-quartier des barons tirés de l'armée brochant sur le tout. |
|        | Antoine Rémy (14 février 1764 - Thilleux (Haute-Marne) ✝ 24 janvier 1848 - Chaumont), Chef d'escadron aux grenadiers à cheval de la garde impériale (an VIII), Lieutenant-colonel (1807), Chevalier de l'Empire (20 août 1808), Baron de l'Empire (6 octobre 1810), Chevalier de la Légion d'honneur (1804), Chevalier de l'ordre de la couronne de fer, Chevalier de Saint-Louis, - Armes de Chevalier de l'Empire : D'azur à la bande cousue de gueules chargée du signe des chevaliers légionnaires, accompagnée en chef d'un casque d'or, taré de face, et accosté d'une molette aussi d'or, et, en pointe, d'une grenade d'or. - Armes de Baron de l'Empire : Coupé : au I, parti: a) d'or au casque taré de front et ouvert de sable, panaché de gueules; b) des barons militaires ; au II, d'azur au cheval galopant d'argent soutenu d'une molette du même. |
|        | Jean Pierre Antoine Rey (21 septembre 1767 - Puylaurens ✝ 12 janvier 1842), colonel du 57e régiment d'infanterie de ligne (11 novembre 1803), général de brigade (18 février 1808), 1er baron Rey et de l'Empire (28 mai 1809), Commandant de la Légion d'honneur (25 décembre 1805), Chevalier de l'ordre royal et militaire de Saint-Louis (14 novembre 1814), Chevalier de l'ordre de la Couronne de fer (10 juillet 1808), Coupé : au 1, d'azur, à la barre d'or, acc. de deux étoiles du même; au 2, de sable, à un château composé d'un corps de logis relié à deux tours à dextre et à senestre au moyen de courtines crénelées, le tout d'or, entouré de bastions du même et surmonté d'un L d'argent ; au franc-quartier senestre de gueules chargé d'une épée d'argent brochant sur le tout., |
|        | Étienne Pierre Sylvestre Ricard (31 décembre 1771 - Castres ✝ 6 novembre 1843 - château de Varès, Recoules), général de brigade (1806), général de division (10 septembre 1812), Baron de l'Empire (1808), comte de l'Empire (1812), Officier (1804), puis Commandant (1807), puis Grand officier (1813), puis Grand-croix de la Légion d'honneur (2 octobre 1823), Chevalier de l'ordre royal et militaire de Saint-Louis (1er juin 1814), Grand-croix de l'ordre de Saint-Ferdinand d'Espagne (1823), Pair de France (17 août 1815, baron-pair le 21 août 1817, lettres patentes du 8 janvier 1818, maintenu sous la monarchie de Juillet), Coupé : au I, parti d'or, au lion rampant d'azur, adextré en chef d'une étoile du même, et du quartier des barons militaires de l'Empire ; au II, d'azur, à un trophée de sept étendards d'argent, de gueules, et de sable. |
|        | Eugène Charles François Richepanse (23 janvier 1798 - Stolberg (près d'Aix-la-Chapelle) ✝ Tué le 30 novembre 1836 - au siège de Constantine), baron Richepanse et de l'Empire (créé baron à onze ans, en récompense des services rendus par le général Richepanse, son père : décret du 3 décembre 1809, lettres patentes du 31 janvier 1810 (Paris)), chef d'escadrons de cavalerie, D'argent à la tête de maure de sable tortillée d'or ; coupé d'or à la croix ancrée de gueules (de Damas) ; franc-quartier des barons tirés de l'armée. |
|        | Antoine Rigaux (14 mai 1758 - Agen ✝ 4 septembre 1820 - La Nouvelle-Orléans), général de brigade (12 janvier 1807), baron Rigaux et de l'Empire (19 mars 1808), Légionnaire (19 frimaire an XII), puis Officier (25 prairial an XII), puis Commandant de la Légion d'honneur (4 nivôse an XIV), Coupé : au I, parti de sable à deux étoiles rangées en face d'argent et du quartier des barons militaires ; au II, d'azur à la foi d'or posé en face. |
|        | Victor Marie Joseph Louis de Riquet (1786 ✝ 1872), Baron de l'Empire, Ecartelé : aux I et IV, d'azur, à la bande d'or, accompagnée en chef d'une demi fleur de lys épanouie et en pied de trois roses, le tout d'argent (de Riquetti) ; aux II et III, de gueules, à la bande d'or, (d'Alsace de Hénin-Liétard) ; au franc-canton sénestre des Barons militaires de l'Empire brochant. |
|        | Casimir de Rochechouart de Mortemart (Paris, 20 mars 1787 – Neauphle-le-Vieux, 1er janvier 1875), capitaine, officier d'ordonnance de l'Empereur, baron de Rochechouart de Mortemart et de l'Empire (décret du 3 octobre 1812 et lettres patentes signées à Saint-Cloud le 8 avril 1813), Légionnaire (1er octobre 1807), puis, Officier (3 novembre 1813), puis, Commandeur (22 janvier 1816), puis, Grand officier (17 août 1822), puis, Grand-croix de la Légion d'honneur (8 janvier 1831), Fascé nébulé d'argent et de gueules de six pièces franc-quartier des barons tirés de l'armée brochant au 9e de l'écu. |
|        | Jean Louis Romeuf (27 septembre 1766 - Lavoûte-Chilhac ✝ 9 septembre 1812 - des suites de ses blessures reçues à la Bataille de la Moskowa), Chef d'escadron (2 mai 1800), général de brigade ([16 janvier] 1811), 1er Baron Romeuf et de l'Empire (15 août 1809, lettres patentes du 3 mai 1810), Commandant de la Légion d'honneur (7 juillet 1807), Chevalier de l'ordre de Saint-Henri de Saxe, D'azur, à deux épées d'argent montées d'or en sautoir, cantonnées de quatre coquilles renversées de même ; à l'orle d'or, au quartier senestre de gueules ; au franc-quartier des barons militaires (de gueules à l'épée haute d'argent, montée en pal)., |
|        | Hippolyte Marie Guillaume de Rosnyvinen (31 mars 1778 - Rennes ✝ 21 juillet 1850 - Paris), colonel du 7e Chasseurs (25 juin 1807), général de brigade (mars 1809), général de division (15 octobre 1813), marquis de Piré, 1er baron de Rosnyvinen et de l'Empire (lettres patentes du 2 août 1808), Comte de l'Empire (sans qualification par décret impérial du 3 avril 1814), Légionnaire (1807), puis Officier (sur le champ de bataille d'Ostrowno, juillet 1812), puis Grand officier de la Légion d'honneur (janvier 1834), Chevalier de l'ordre royal et militaire de Saint-Louis (1820), chevalier du l'ordre du mérite militaire du Wurtemberg (1807), D'argent à la hure de sanglier arrachée de gueules, défendue d'argent ; au canton des Barons militaires de l'Empire brochant. |
|        | Henri Rottembourg (6 juillet 1769 à Phalsbourg ✝ 8 février 1857), Colonel du 108e régiment d'infanterie de ligne (1806), général de brigade (21 juillet 1811), général de division (1813), Baron de l'Empire (lettres patentes du 20 août 1809), Comte sans qualification (11 mars 1815), Légionnaire (4 germinal an XII), puis Officier (7 juillet 1807), puis Commandant (14 mai 1813), puis Grand officier (14 février 1815), puis Grand-croix de la Légion d'honneur (29 octobre 1828), Chevalier (27 juin 1814), puis Commandeur de Saint-Louis (23 mai 1825), chevalier de l'ordre de la Couronne de fer, D'argent au griffon de gueules tenant une bannière d'azur ; au canton des Barons militaires de l'Empire brochant., |
|        | Albert-Joseph de Rouvroy (26 décembre 1768 - Lille ✝ 12 septembre 1841 - Lille), colonel, chef la 1re légion des gardes nationales du Nord, Baron de Fournes et de l'Empire (institution de majorat accordée par lettres patentes du 11 septembre 1813, à Saint-Cloud), Légionnaire, De sable à la croix d'argent chargée de cinq coquilles de gueules, franc-quartier des barons tirés de l'armée., |
|        | Marie François Rouyer (1765-1824), général de division, Baron Rouyer et de l'Empire (décret impérial du 15 mars 1814 (lettres patentes du 17 avril 1814, non retirées), Commandeur de la Légion d'honneur, Chevalier de l'ordre de la Couronne de fer ; Les lettres patentes qui furent autorisées mais non retirées, portaient comme règlement d'armoiries : D'azur au lévrier passant d'or; au comble d'argent chargé de trois étoiles de sable ; au franc-quartier brochant des barons militaires. |

## S
| Figure | Nom du baron et blasonnement |
| ------ | --- |
|        | Louis Joseph Auguste de Saint-Laurent (29 juin 1763 - Dunkerque ✝ 1er septembre 1832 - Paris), général de brigade (11 fructidor an XI), général de division (11 juillet 1807), baron de l'Empire (1810, avec une dotation de 10 000 francs sur un domaine situé en Westphalie), Officier (19 frimaire an XII), puis Commandant (25 prairial an XII), puis Grand officier de la Légion d'honneur (23 août 1814), Chevalier de l'ordre de la Couronne de fer (1813), Parti: au 1, burelé d'argent et de gueules de douze pièces; au 2, d'azur, à une étoile (6) d'argent en chef, et trois dents molaires du même, 2 et 1, en pointe ; au canton des Barons militaires de l'Empire brochant., |
|        | Jean-Jacques Salmon (13 octobre 1759 - Caen ✝ 8 novembre 1823 - Paris), colonel d'infanterie, (23 mars 1809), baron de l'Empire (1810, avec une dotation de 2 000 francs sur un domaine situé en Westphalie), Officier de la Légion d'honneur (28 juin 1813), Chevalier de l'ordre de Saint-Louis (1819), Parti: de sable à la bande componée d'or et de gueules, et de gueules au signe des barons tirés de l'armée, coupé d'or à la tête de lion arrachée de sable, lampassée de gueule., |
|        | Nicolas Joseph Scalfort (16 février 1752 - Douai ✝ 8 novembre 1833 - Lallaing), général de brigade (11 fructidor an XI), baron de l'Empire (décembre 1808), Officier de la Légion d'honneur (19 frimaire an XII), puis commandant de l'ordre (25 prairial an XII), chevalier de Saint-Louis (3 août 1792), D'argent à la tour bréchée et maçonnée de sable, ajourée, fermée et terrassée d'or, accostée à senestre d'un lion grimpant de gueules ; au canton des barons militaires brochant., |
|        | Nicolas Schmitz (11 avril 1768 - Guessling-Hémering, mort le 8 janvier 1851 - Paris), colonel au régiment d'Illyrie (2 mars 1811), général de brigade (1813), général de brigade (16 juin 1813), Baron de l'Empire (décret du 15 mars 1814), Légionnaire) (5 novembre 1801, puis Officier (5 décembre 1815), puis Commandeur de la Légion d'honneur, chevalier de Saint-Louis (20 août 1814), Chevalier de l'ordre de la couronne de fer (décret du 15 mars 1814), D'azur au lion d'argent ; au canton des barons militaires brochant. |
|        | Pierre Henry Schneit (11 juillet 1770 - Versailles ✝ 27 mars 1845 - Paris), baron de l'Empire (1814), Officier (15 août 1809), puis commandeur de la Légion d'honneur (29 mars 1831), Chevalier de l'ordre royal et militaire de Saint-Louis (6 décembre 1814), Coupé ; au I, parti, a) d'azur à trois étoiles d'or; b) des barons militaires; au II, d'argent à un cheval libre de sable surmonté d'un comble de sinople, chargé de trois cors de chasse d'argent. |
|        | Pierre-Benoît Soult (19 juillet 1770 - Saint-Amans-La-Bastide ✝ 7 mai 1843 - Tarbes), général de brigade (11 juillet 1807), général de division (3 mars 1813), baron Soult et de l'Empire (2 août 1808), Légionnaire (19 frimaire an XII), puis Officier (25 prairial an XII), puis Commandant (25 novembre 1813), puis Grand officier (17 janvier 1825), puis Grand-croix de la Légion d'honneur (31 mars 1831), Chevalier de l'ordre royal et militaire de Saint-Louis (13 août 1814), D'or, à l'écusson de gueules, chargé de trois têtes de léopards du premier, au chef du second chargé de trois étoiles d'argent ; au canton des Barons militaires de l'Empire brochant. |
|        | Jacques Gervais Subervie (1er septembre 1776 - Lectoure ✝ 10 mars 1856 - Château de Parenchère, Ligueux (Gironde)), colonel du 10e régiment de chasseurs à cheval (1805), général de brigade (6 août 1811), lieutenant-général des armées du roi (23 juillet 1814, avec effet rétroactif à compter du 3 avril 1814, nomination annulée par l’ordonnance royale du 8 août 1814), Baron de l'Empire (lettres patentes du 28 novembre 1809), Légionnaire (25 prairial an XII), puis Officier (décret impérial du 27 mai 1807), puis commandant de la Légion d'honneur (décret impérial rendu à Moscou le 11 octobre 1812), puis Grand chancelier de la Légion d'honneur (décret du 19 mars 1848, écarté et remplacé par Molitor dès l’élection de Louis-Napoléon Bonaparte, à la présidence de la République), Chevalier de l'ordre royal et militaire de Saint-Louis (19 juillet 1814), Chevalier de l'ordre de la Couronne de Fer (décret impérial du 28 décembre 1813), Écartelé : au I, d’azur à la tour d’argent adextrée d’un avant-mur crénelé du même, soutenu de sinople ; au II, du quartier des barons militaires ; au III, d’azur au cheval ruant d’or ; au IV, d’azur au chevron d’or., |

## T
| Figure | Nom du baron et blasonnement |
| ------ | --- |
|        | Auguste-Frédéric de Talhouët (° 8 avril 1788 - Luzeret, Berry † Rennes (province de Bretagne) - Paris), officier d'ordonnance de l'Empereur, Baron de Talhouet et de l'Empire (décret du 15 août 1809, lettres patentes du 13 août 1810, Palais de Trianon), Légionnaire (11 juillet 1807), puis, Officier (29 septembre 1813), puis, Commandant (27 décembre 1814), puis, Grand officier de la Légion d'honneur (31 octobre 1828), Chevalier de l’ordre de la Réunion (3 avril 1814), Chevalier de l'Ordre du Mérite militaire du Wurtemberg, Écartelé, au premier et quatrième d'argent à trois pommes de pin au naturel, au deuxième des barons tirés de l'armée ; au troisième d'argent à trois têtes de loups arrachées d'azur.                                                                                              |
|        | Étienne Tardif de Pommeroux de Bordesoulle (° 4 avril 1771 - Luzeret, Berry † 3 octobre 1837 - Fontaine-les-Corps-Nuds, Oise), général de brigade (25 juin 1807), général de division (4 décembre 1812), baron Tardif Bordesoulle et de l'Empire (titre accordé par décret du 19 mars 1808 et lettres patentes du 17 mai 1810, signées à Gand), Légionnaire « de droit » (1er vendémiaire an XII), puis, Officier (19 frimaire an XII), puis, Commandant (14 mai 1813), puis, Grand officier (23 août 1814), puis, Grand cordon de la Légion d'honneur (15 août 1815), Écartelé au premier d'azur à l'étoile d'or en abyme, au deuxième des barons tirés de l'armée, au troisième de sinople au sabre haut en pal d'argent, monté d'or ; au quatrième d'argent à la toque burelée d'or et sable surmontée d'une étoile du second. |
|        | Jean Guillaume Barthélemy Thomières (18 août 1771 - Sérignan ✝ 22 juillet 1812 - bataille des Arapiles), chef de bataillon (14 juin 1800), adjudant-commandant (14 août 1806), général de brigade (11 juillet 1807), Baron de l'Empire (18 juin 1809), Légionnaire (9 juin 1804), puis officier de la Légion d'honneur (1er avril 1807), chevalier de l’ordre de Saint-Henri de Saxe (1809), Coupé : au I parti, d'azur au chevron d'argent accompagné de trois étoiles du même et du quartier des barons militaires ; au II, d'or au pal de sinople chargé d'une épée haute d'or et accompagné de deux grenades de sable allumées de gueules. |
|        | Charles Trelliard (7 février 1764, Parme – 14 mai 1832, Charonne), général de brigade, baron de l'Empire (lettres patentes du 9 mars 1810), légionnaire (11 décembre 1803), puis commandant de la Légion d'honneur (14 juin 1804). D'azur au sautoir d'argent chargé en abîme d'une tête de lion arrachée de sable, allumée et lampassée de gueules ; au franc-quartier brochant des barons militaires. |

## U
Aucun baron dans cette catégorie.

## V
| Figure | Nom du baron et blasonnement |
| ------ | --- |
|        | Louis Vallin (° 16 août 1770 - Dormans † 25 décembre 1854 - Paris), colonel du 6e régiment de hussards (1er mars 1807), général de brigade (5 décembre 1812), Légionnaire (25 mars 1804, puis, Officier (30 mai 1809), puis, Commandant (13 septembre 1813), puis, Grand officier de la Légion d'honneur (1er juin 1823) Écartelé au premier d'or au bonnet de hussard de sable, cordonné d'or pannaché d'argent, au deuxième des barons tirés de l'armée, au troisième de gueules à deux sabres d'argent en sautoir les pointes basses ; au quatrième d'or au cheval cabré de sable. |
|        | Louis Vasserot (3 mars 1774 - Champlay ✝ 30 décembre 1840 - Paris), major du 17e de ligne (1810), général de brigade (décret impérial du 18 mai 1813), Lieutenant-général (ordonnance du 22 mai 1825), Baron de l'Empire (lettres patentes du 2 septembre 1810, confirmé baron héréditaire par lettres patentes du 11 avril 1818), puis vicomte héréditaire (lettres patentes du 11 janvier 1823), Légionnaire (25 prairial an XII), puis Officier (décret impérial du 12 octobre 1812), puis Commandant (1er mai 1821), puis Grand officier de la Légion d'honneur (ordonnance du 20 avril 1824), Coupé : au I, parti a) d’azur au globe terrestre sommé à senestre d’une pointe de lance du même et entouré de six étoiles rangées en orle, le tout d’argent, b) du quartier des barons militaires ; au II, d’argent à l’arbre au naturel terrassé de sinople,. |
|        | Michel Veilande (16 octobre 1767 - Manre (Ardennes) † 21 mars 1845 - Brières (Ardennes)), colonel du 88e régiment d'infanterie de ligne (16 mai 1806), général de brigade (28 décembre 1810), Baron de l'Empire (décret du 19 mars 1808, lettres patentes du 26 octobre 1808), Légionnaire (25 mars 1804), puis Officier (14 mai 1807), puis Commandant de la Légion d'honneur (23 août 1814), Chevalier de l'ordre royal et militaire de Saint-Louis (24 septembre 1814), Chevalier de l'ordre de la Couronne de Fer (10 mars 1809), De sable ; à la tour crénelée d'argent, maçonnée de sable, surmontée à dextre d'une étoile d'or et accompagnée d'un cor d'or et d'une grenade de même allumée de gueules, quartier des barons militaires ; et pour livrées : les couleurs de l'écu,.                                                                        |
|        | Honoré Vial (22 février 1766 - Antibes ✝ 18 octobre 1813 - bataille de Leipzig), général de brigade (16 frimaire an V : à titre provisoire le 28 août 1796, confirmé le 6 décembre 1796), général de division (9 fructidor an XI : 27 août 1806), Baron de l'Empire (décret impérial du 13 mars 1811), Légionnaire (19 frimaire an XII), puis commandant de la Légion d'honneur (25 prairial an XII), chevalier de l'ordre de la Couronne de Fer, Coupé : au I, parti d'azur à une ancre d'or tortillée d'un câble d'argent, et des barons militaires ; au II d'or à une colonne de granit sommée d'une lion de sable et accostée de deux pyramides aussi de granit. |
|        | Raymond Viviès (3 novembre 1763 - Sainte-Colombe-sur-l'Hers ✝ 12 janvier 1813 - Vilnius, Lituanie), général de brigade (24 décembre 1805), Baron de Laprade et de l'Empire (11 août 1808), Légionnaire (11 décembre 1803), puis Officier de la Légion d'honneur (14 juin 1804), Chevalier de l'ordre de la Couronne de fer (1805), Coupé ; le premier parti d'argent à une foi de sable et des Barons militaires ; le deuxième, d'azur chapé d'or et chargé d'un fer de lance d'argent. |

## W
| Figure | Nom du baron et blasonnement |
| ------ | --- |
|        | Félix Victor Charles Emmanuel de Wimpffen, (1er novembre 1778 - château de Bornburg (grand-duché de Francfort) ✝ 21 juillet 1813) - Paris, général de brigade (22 juin 1809), colonel du 2e régiment de ligne, 1er baron de Wimpffen et de l'Empire (décret du 15 août 1810, lettres patentes du 23 décembre 1810 (Paris)) Écartelé ; au premier d'azur au bélier grimpant, tenant une croix d'argent, soutenu du même ; au deuxième des barons tirés de l'armée ; au troisième de gueules au faisceau, casque, bouclier et épée d'or, en trophée ; au quatrième de sinople au coq d'argent barbé, crêté et armé de gueules becquetant sur une terrasse d'or. - Livrées : les couleurs de l'écu, le verd en bordure seulement. |

## X
Aucun baron dans cette catégorie.

## Y
Aucun baron dans cette catégorie.

## Z
| Figure | Nom du baron et blasonnement |
| ------ | --- |
|        | François Louis Zaepffel (4 avril 1782 à Strasbourg - 27 janvier 1865), officier d'ordonnance de Napoléon Ier, chef de bataillon au 23e de ligne, baron Zaepffel et de l'Empire (décret du 15 août 1809, lettres patentes du 11 juin 1810 (Saint-Cloud)), Officier de la Légion d'honneur (31 janvier 1813), Commandeur de la Légion d'honneur (9 janvier 1833), Commandeur de l'ordre de Léopold de Belgique, D'azur, au chevron brisé d'hermines, soutenu d'une croix haussée d'or et accompagné de trois pommes de pin du même, deux en chef et une en pointe, cette dernière issant d'un rocher aussi d'or, mouvant de la pointe ; au comble d'argent semé de billettes de gueules ; franc-quartier des barons tirés de l'armée. |
|        | Carlo Zucchi (10 mars 1777 - Reggio d'Émilie ✝ 19 décembre 1863) - Reggio d'Émilie, général de brigade (22 juin 1809), général de division (28 septembre 1812), inspecteur général de l'infanterie du royaume d'Italie, officier de la Légion d'honneur, chevalier de l'ordre de la Couronne de fer, baron Zucchi et de l'Empire (décret du 15 août 1809, lettres patentes du 11 juin 1810 (Saint-Cloud)), Écartelé, au premier d'argent à deux coings d'or tigés et feuillés de sinople ; au deuxième des barons tirés de l'armée ; au troisième d'azur à la montagne d'or alaisée ; au quatrième d'argent plein. |